# Constantino I
Flavio Valerio Constantino (en latín: Flavius Valerius Constantinus; Naissus, 27 de febrero de c. 272, 280 o 288 - Nicomedia, 22 de mayo de 337)también conocido como Constantino el Grande, fue emperador romano desde el 25 de julio del año 306 hasta su muerte.  
Fue el primer emperador en dar libertad de culto al cristianismo haciendo cumplir el Edicto de tolerancia de Serdica de 311 del emperador Galerio que puso fin a la persecución a los cristianos en el Imperio romano (y que se completó con el llamado Edicto de Milán de 313). Promovió la convocatoria del Primer Concilio de Nicea en 325, que unificó la doctrina cristiana en el Credo de Nicea. Los historiadores, desde Lactancio y Eusebio de Cesarea hasta el presente, lo consideran el primer emperador cristiano, si bien no se bautizó hasta el final de su vida.
Constantino es conocido también por haber fundado una capital imperial sobre la antigua ciudad griega de Bizancio a la cual llamó Constantinopla; «ciudad de Constantino» (actual Estambul, en Turquía). 
La Iglesia ortodoxa venera a Constantino I como santo y le dio el título de Equiapóstolico (ισαπόστολος Κωνσταντίνος, isapóstolos Konstantínos, ‘igual a los apóstoles’) por sus servicios a la iglesia. También es venerado por las Iglesias ortodoxas orientales y la Iglesia católica bizantina griega.Su fiesta se celebra el 21 de mayo.

## Biografía

### Infancia y juventud
Constantino nació hacia el año 272 o 280 o 282 (o en algún año entre el 270 y el 288) en Naïssus (la actual ciudad de Niš, Serbia), hijo de Constancio I, y de Helena, una moza de postas proveniente de Bitinia, que había sido tomada como concubina por Constancio en los inicios de su carrera militar. Tuvo que abandonarla al concertarse su matrimonio con la hijastra del augusto de Occidente Maximiano, Flavia Maximiana Teodora, pero Constancio se hizo cargo del hijo bastardo que había tenido con ella (que desapareció de su entorno y solo volverá a aparecer cuando a partir de 324 Constantino se convierte en emperador único). Sobre la niñez y juventud de Constantino no se sabe nada.

### Primera tetrarquía (293-305): al servicio de Diocleciano

Territorios del Imperio romano gobernados por cada uno de los miembros de la primera tetrarquía.

Al principio del siglo IV, el imperio estaba gobernado por una tetrarquía: dos augustos, Diocleciano y Maximiano, y dos césares, Galerio y Constancio I (sus subordinados y sus supuestos sucesores). Los cuatro compartían el poder, pero Diocleciano, creador del nuevo sistema de gobierno, era la suprema autoridad indiscutida (hasta los sobrenombres que adoptaron los dos augustos manifestaban una clara diferencia: «Iovius, que deriva de Júpiter, se añadía al primer augusto; al otro se añadía Herculius, que procede de Heracles/Hércules, y que hacía referencia al mito según el cual este era hijo de Júpiter»). El joven Constantino sirvió en la corte de Diocleciano en Nicomedia tras el nombramiento de su padre como uno de los dos césares de la Tetrarquía en 293. Allí prosiguió su educación superior en griego y en latín, como correspondía a un joven romano de buena familia, y acompañó a Diocleciano en sus campañas militares, probablemente en Egipto y en Mesopotamia. En esos años —la fecha exacta se desconoce— se casó con Minervina, una joven perteneciente a la aristocracia de la que se sabe muy poco y a la que probablemente conoció en una visita a Antioquía. Tuvieron un hijo, Crispo, que posiblemente nació en el año 303. Minervina es probable que muriera en el parto o poco después.

### Segunda tetrarquía (305-312): el ascenso al poder
El año 305 marcó el final de la primera tetrarquía con la renuncia de los dos augustos Diocleciano y Maximiano. De esta forma los dos césares accedieron a la categoría de augustos y dos oficiales ilirios fueron nombrados nuevos césares. La segunda tetrarquía quedaba así formada: Constancio I y Valerio Severo, como augusto y césar respectivamente, en Occidente y Galerio y Maximino Daya,su sobrino, en la parte oriental del imperio. «En realidad, fue Galerio el verdadero sucesor de Diocleciano, a quien debían su poder tanto Daya como Severo, mientras Constancio, ocupado en la administración de los territorios que le habían sido asignados, se mantenía al margen», ha afirmado José Manuel Roldán Hervás. «Estaba claro que en el nuevo colegio imperial la voz cantante iba a llevarla Galerio», ha subrayado también Luis Agustín García Moreno. Por su parte Constantino, tras la abdicación de Diocleciano, pasó a estar a las órdenes de Galerio combatiendo a los sármatas, aunque pronto fue reclamado por su padre Constancio Cloro con el que marchó a Britania para combatir a los pictos que amenazaban las fronteras de la provincia.

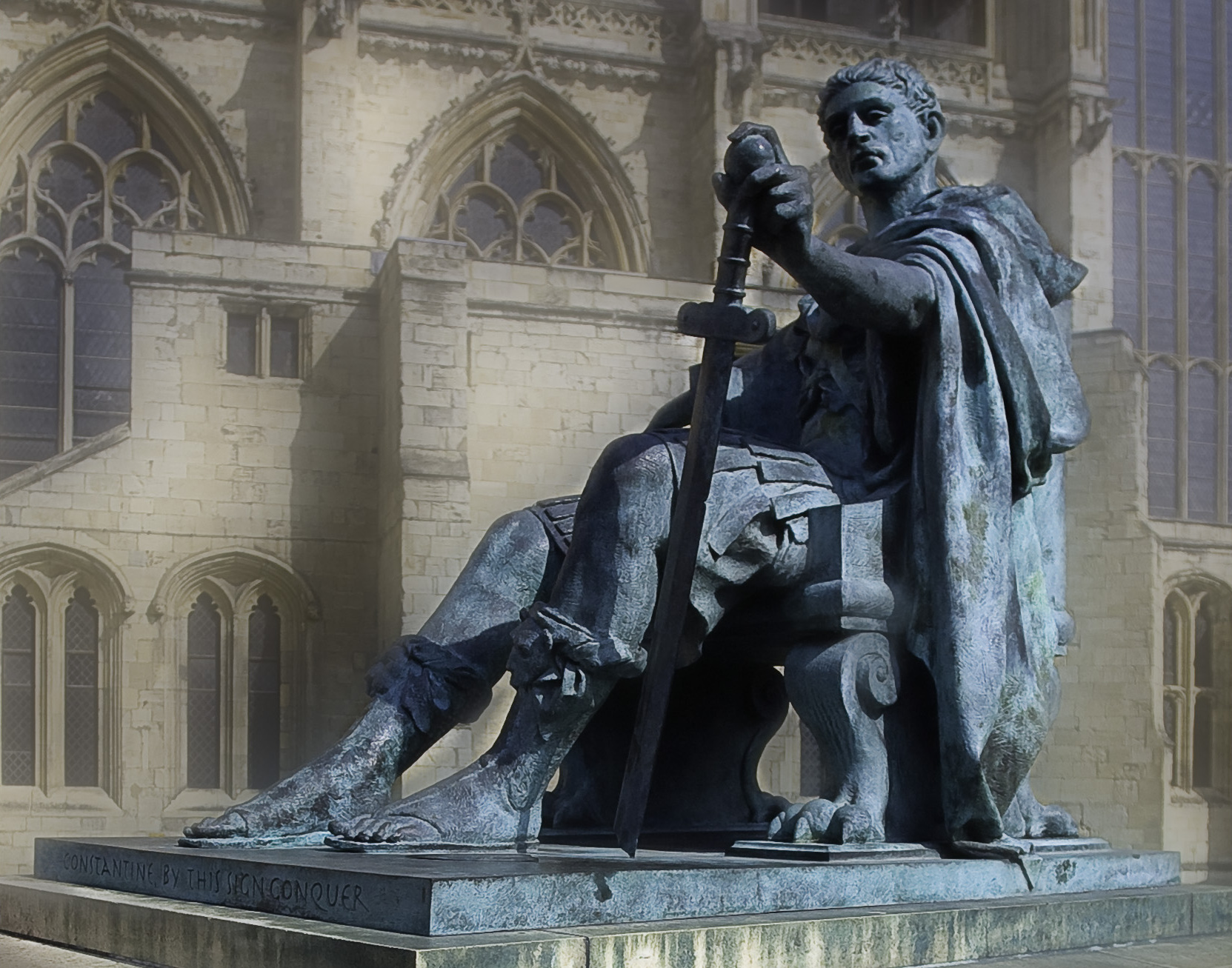
Estatua de Constantino en York. Fue erigida en 1998 en el mismo lugar donde probablemente fue proclamado emperador.

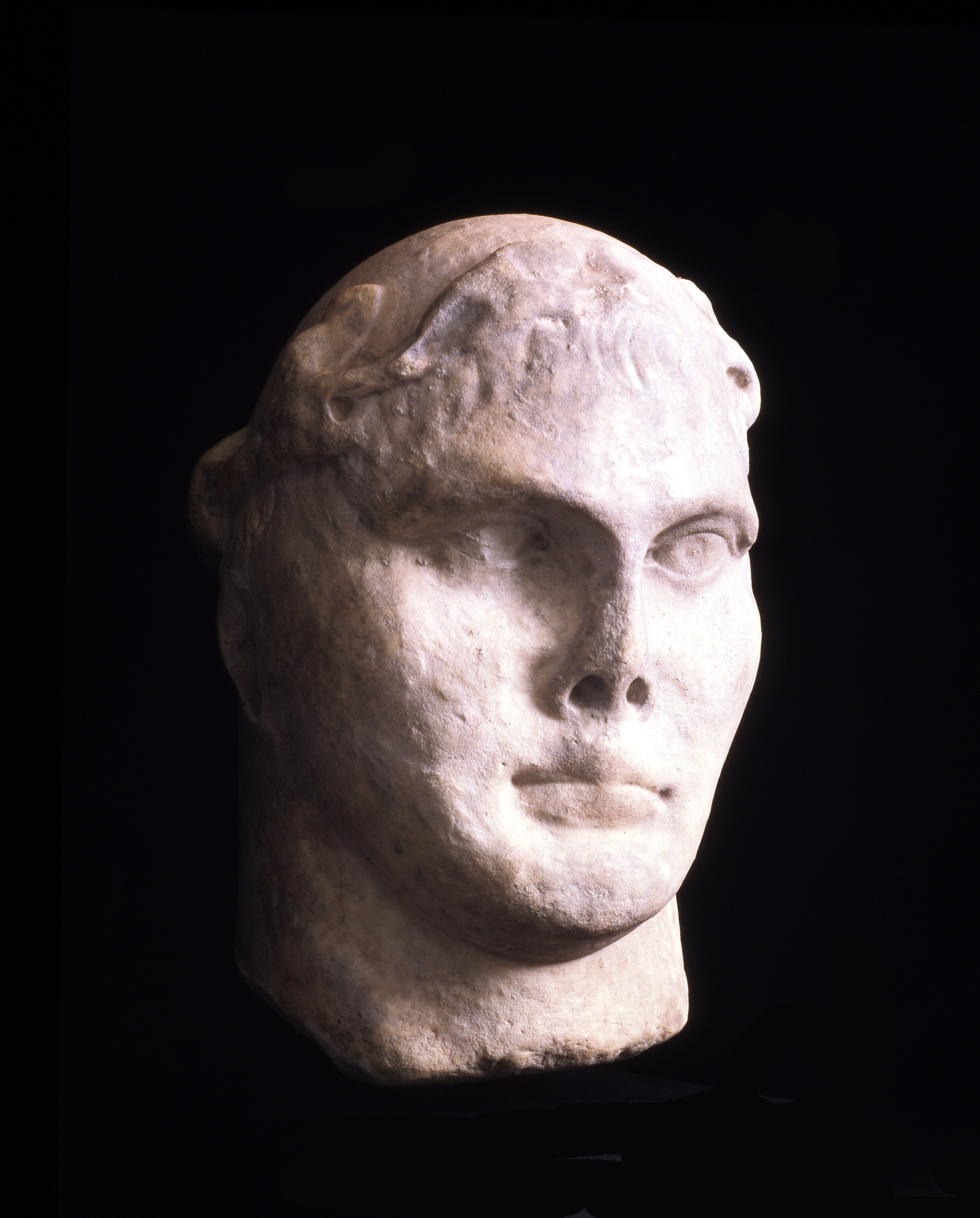
Probable busto de Constantino hallado en York en 1823. Hay rastros de una corona de hoja de roble; y Constantino fue el primer emperador desde Trajano en no llevar barba.

La fragilidad del sistema de la tetrarquía se puso enseguida en evidencia. Constancio cayó enfermo y falleció el 25 de julio de 306. Su hijo Constantino se encontraba junto a él en su lecho de muerte en Eboracum (actual ciudad de York), donde las tropas leales a la memoria de su padre le proclamaron augusto —y no césar— ese mismo día, poniendo en cuestión así el sistema tetrárquico. «Constantino, siguiendo una tradición de muchos siglos, dispuso que su difunto padre fuese acogido entre los dioses. Mientras ardía el cadáver en la pira, un águila —liberada de una jaula— se elevó por las aires, lo que simbolizaba la ascensión del difunto al cielo. Constancio era de este modo un dios, y Constantino, consecuentemente, hijo de un dios».
Como fórmula de compromiso Galerio nombró a Constantino césar con autoridad sobre Britania y la Galia —dejando claro que el nombramiento procedía de él y no de Constancio Cloro—, mientras ascendía a la dignidad de augusto a Valerio Severo. Pero el arreglo no funcionó a causa de la aparición de un tercer contendiente, Majencio, hijo del anterior tetrarca Maximiano, a quien la guardia pretoriana, apoyada por la plebe, había proclamado augusto en Roma en octubre de ese mismo año. «Si el plan de Diocleciano se había tambaleado ya con la usurpación de Constantino, con la de Majencio, acabó desmoronándose definitivamente», ha señalado Manfred Clauss.

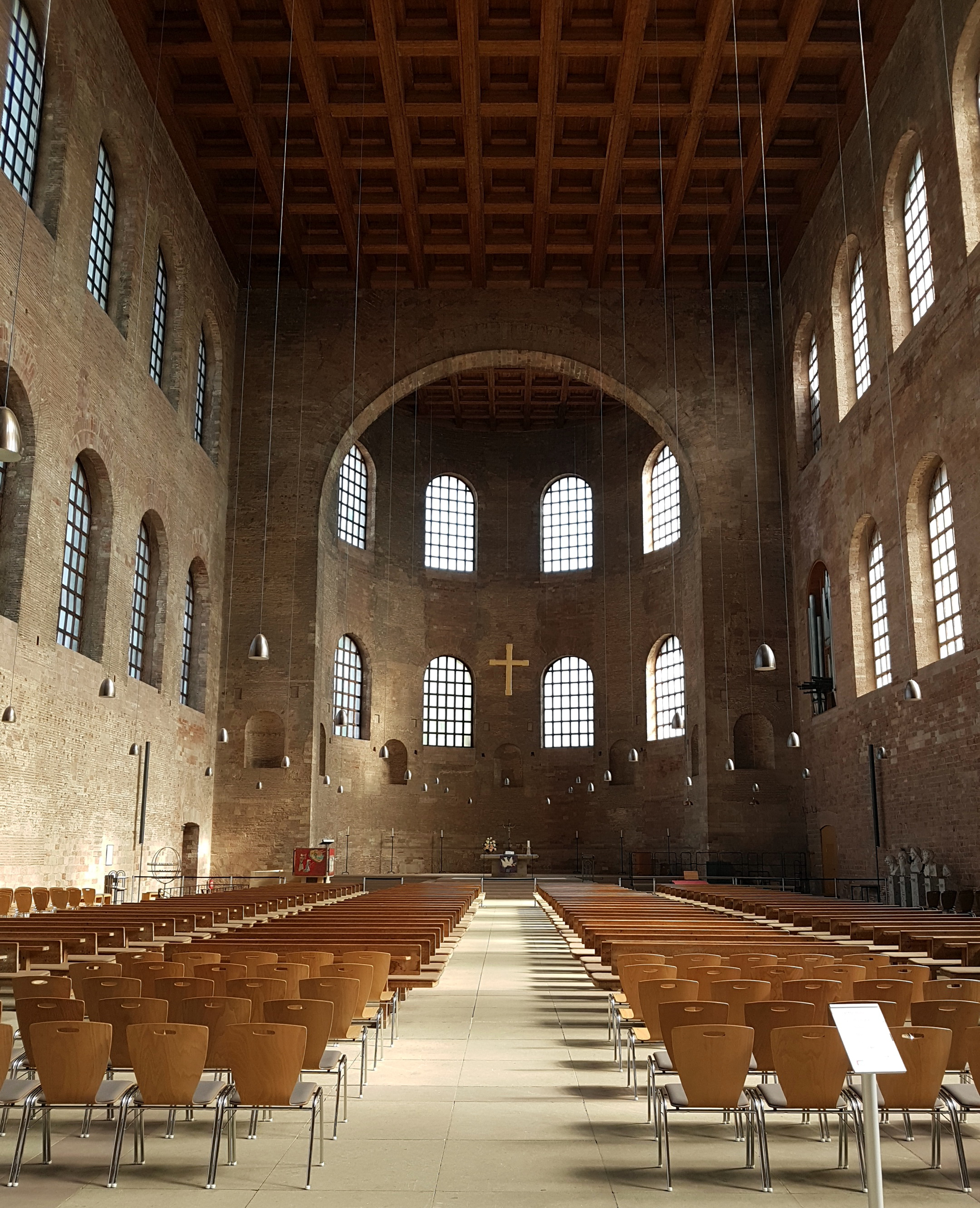
Interior de la basílica de Constantino en Augusta Treverorum (Tréveris).

Maximiano volvió entonces a la escena política como «augusto por segunda vez» para apoyar las aspiraciones de su hijo Majencio y derrotó a Severo, abandonado por sus tropas, en gran parte antiguos veteranos de Maximiano. Severo se entregó, pero fue ejecutado cuando Galerio avanzó con su ejército hacia Roma (aunque finalmente se retiró ante la imposibilidad de tomar la ciudad, cuyas defensas habían sido reforzadas, y cuando parte de sus tropas comenzaron a desertar). Ante la amenaza de Galerio, Maximiano había buscado el apoyo de Constantino, reconociéndolo como augusto, y para sellar el pacto había casado a su hija pequeña Fausta, de siete años, con él. Sin embargo, Majencio, fortalecido tras la retirada de Galerio, no reconoció el acuerdo, lo que obligó a Maximiano a huir a la Galia y refugiarse en la corte de su yerno en Augusta Treverorum (Tréveris), donde Constantino había hecho construir un inmenso palacio dotado de una basílica monumental.
Casi al mismo tiempo estallaba una nueva rebelión en África donde las tropas proclamaban augusto a su general, el viejo Domicio Alejandro, un antiguo protegido de Maximiano. La crítica situación que se había creado obligó a intervenir a Diocleciano, que vivía retirado en su palacio de Split, cercano a la localidad de Salona donde había nacido. A finales de 308 convocó una reunión de todos los emperadores en la ciudad de Carnuntum, cerca de la actual Viena. La solución que se alcanzó fue que Galerio y Licinio, escogido por el primero en sustitución del fallecido Severo, serían los augustos y Constantino y Maximino Daya, los césares, siendo declarados «usurpadores» Majencio y Domicio Alejandro (por su parte Maximiano, presionado por Diocleciano, abdicó de nuevo). Pero ni Constantino ni Maximino Daya estuvieron de acuerdo con el título de césares, logrando finalmente su reconocimiento como augustos por Galerio. Esto significaba que había cuatro augustos gobernando oficialmente el Imperio.
Por su parte Majencio, que no renunció en absoluto al poder, acabó con la rebelión de Domicio Alejandro y aseguró su dominio sobre el norte de África. Para complicar aún más la situación, en ese mismo año de 310, Maximiano se proclamó por tercera vez augusto, pero tras hacer correr el rumor de que Constantino había muerto combatiendo a los francos en el limes del Rin, fracasó en el intento de sublevar al ejército de Galia, viéndose obligado a refugiarse en Marsella donde se suicidó ante la perspectiva de ser capturado por Constantino.

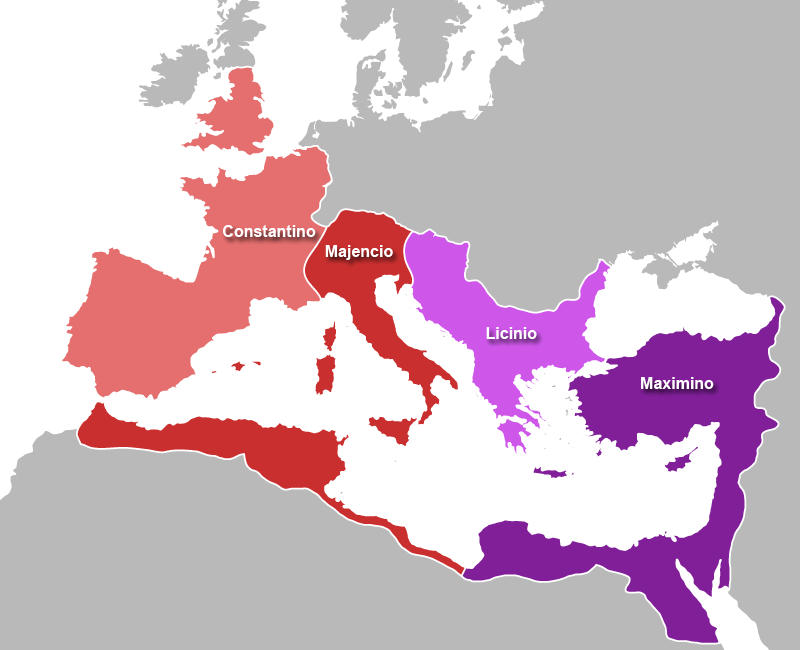
Imperio romano en 311.

El panorama se «simplificó» al año siguiente al morir Galerio —unos días antes había promulgado el Edicto de tolerancia de Serdica que ponía fin a la persecución de los cristianos iniciada seis años antes— por lo que el gobierno del imperio quedaba repartido entre cuatro augustos: dos en la parte occidental (Constantino y Majencio) y dos en la parte oriental (Licinio y Maximino Daya), aunque Majencio no era reconocido por ninguno de los otros tres.

### Triarquía (312-313): la lucha por Occidente

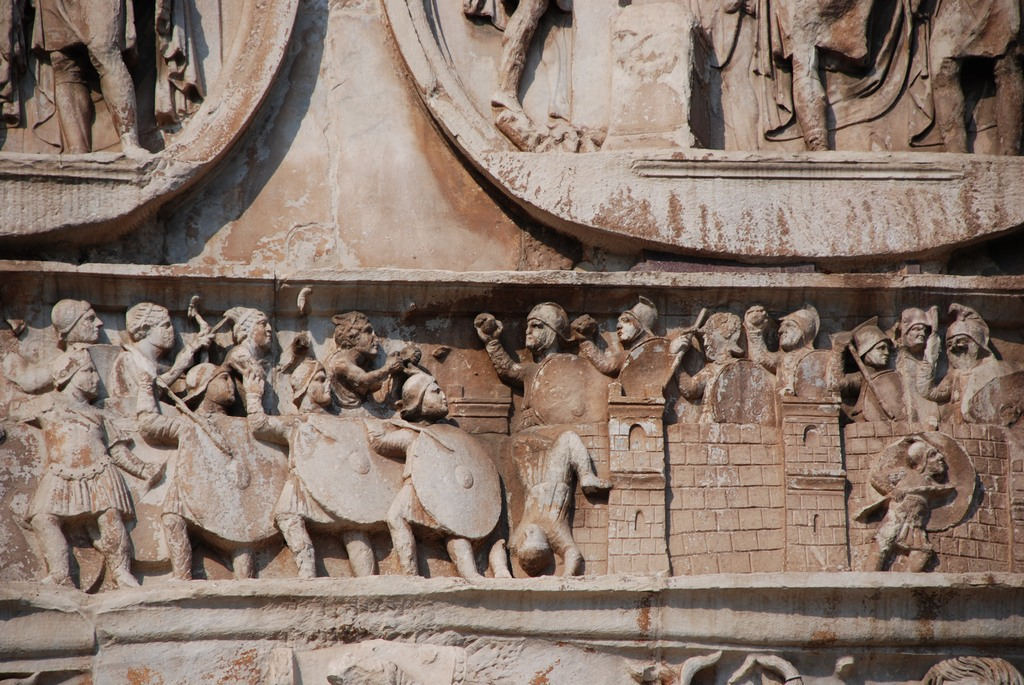
Relieve del Arco de Constantino que representa probablemente el asedio de Verona, la única ciudad que resistió el avance de Constantino hacia Roma.

Constantino y Licinio acordaron una alianza sellada con el compromiso matrimonial del segundo con una hermanastra, Flavia Julia Constancia, del primero, lo que fue respondido por Maximiano Daya, que se sintió amenazado, con el reconocimiento de Majencio. Se formaron así dos bloques enfrentados —de hecho Majencio ordenó la destrucción de todas las estatuas que había en Roma de Constantino—.
Quien tomó la iniciativa fue Constantino y en la primavera de 312 cruzó los Alpes y se apoderó de las ciudades de Segusio, Turín, Milán y Verona convertidas en fortalezas por Majencio para intentar detener su avance —Verona fue sitiada y rendida por hambre; a continuación Aquilea se entregó sin combatir—. La batalla decisiva, una de las más famosas de la historia, tuvo lugar a las puertas de Roma donde esperaban a Constantino el grueso de las fuerzas de Majencio. En vísperas de la que sería conocida como la batalla del Puente Milvio (28 de octubre de 312) «se produjo el acontecimiento que iba a cambiar la faz del mundo antiguo: la conversión de Constantino al cristianismo», ha afirmado el historiador actual José Manuel Roldán. Según el cristiano Lactancio, a quien Constantino había llevado a Tréveris para que educara a su hijo primogénito Crispo, Constantino tuvo un sueño en el que el Dios cristiano le ordenaba que para asegurarse la victoria dibujara sobre el escudo de sus soldados un monograma con las letras chi (X) y rho (P), las dos primeras letras de la palabra Christos (conformando el crismón). Veinte años después Eusebio de Cesarea escribió (en griego) una versión diferente de la visión de Constantino: la aparición en el cielo de una cruz luminosa con las palabras τούτω νικα (in hoc signo vinces, ‘con este signo vencerás’); y la del propio Cristo invitándole a poner el crismón sobre el estandarte imperial (el labarum).
La victoria fue para Constantino y Majencio murió en la batalla. «Muchos de los soldados de Majencio se ahogaron en el río [Tíber] y la cabeza de éste fue paseada por Roma en la punta de una pica [el cadáver de Majencio había sido rescatado del Tíber por orden expresa de Constantino con ese fin]. Constantino entró triunfante en Roma y se dirigió a los ansiosos senadores, muchos de los cuales habían apoyado a Majencio, y les prometió clemencia. La batalla se representó como una gran derrota de la tiranía a manos de la justicia, tal como se conmemora en el Arco de Constantino, que se yergue todavía junto al Coliseo de Roma y que fue erigido en el año 315», ha afirmado Averil Cameron. Para Eusebio de Cesarea fue un gran triunfo del cristianismo y comparó la batalla con el cruce del Mar Rojo por el pueblo de Israel, equiparando así a Constantino con Moisés.

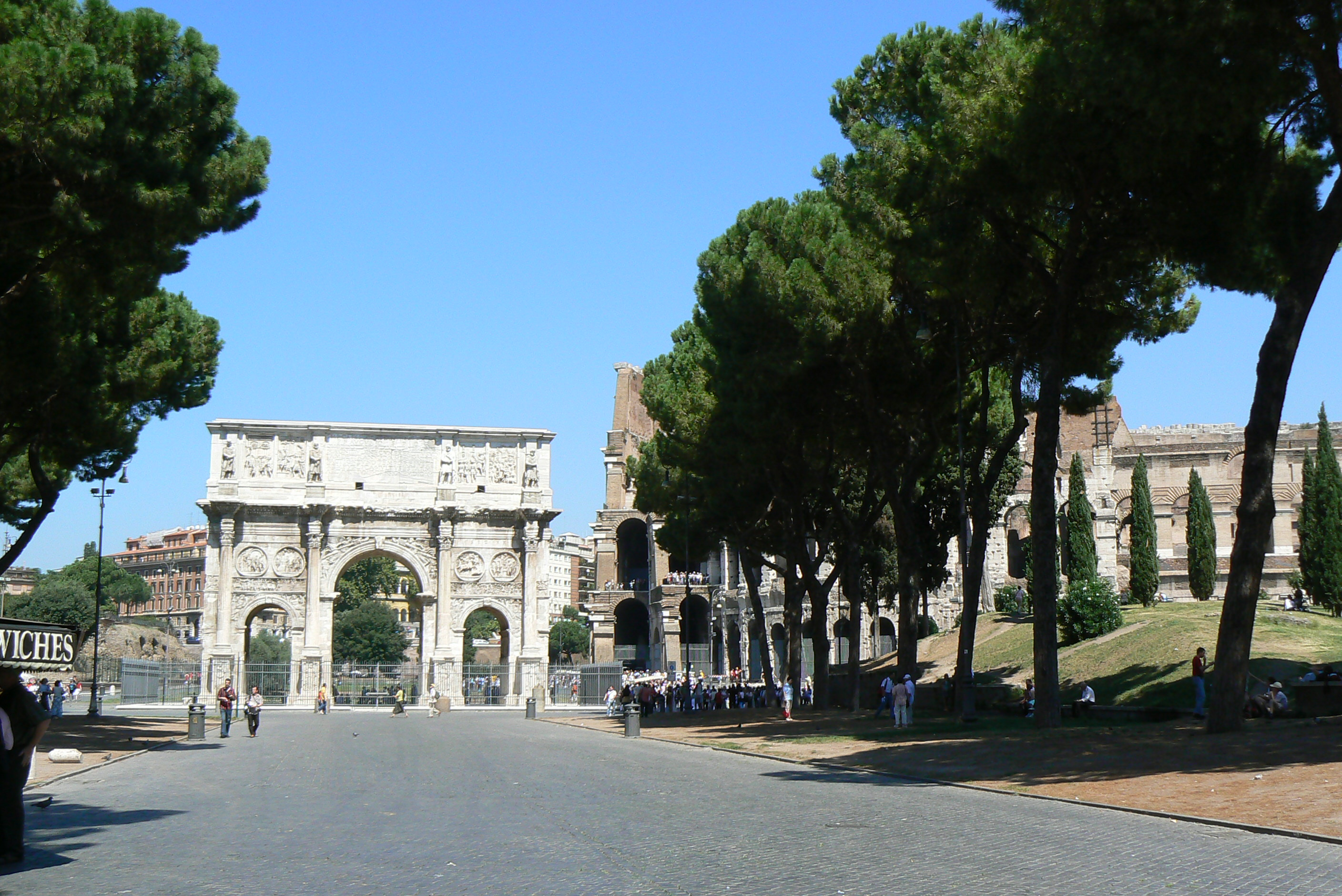
El Arco de Constantino junto al Coliseo de Roma.

En el Arco de Constantino aparece la siguiente inscripción, en la que se sobreentiende que la divinidad a que se refiere es el dios del emperador, es decir, el dios cristiano:

Gracias a la inspiración de la divinidad y a la nobleza de su mente, con su ejército vengó a la República mediante una guerra justa y la libró de una vez del tirano y de toda su facción.

Una alianza entre Constantino, designado por el Senado en febrero-marzo de 313 como primus augustus, y el otro augusto Licinio —ambos se reunieron en Milán donde Licinio desposó a la hermanastra de Constantino, Constancia, y confirmaron la tolerancia religiosa establecida en el Edicto de Galerio mediante el llamado Edicto de Milán— selló el destino de Maximino Daya, quien se suicidó meses después de ser vencido por Licinio en la batalla de Tzirallum (30 de abril de 313). Constantino quedó como augusto de Occidente y Licinio de Oriente. El sistema de la tetrarquía quedaba liquidado de facto.
En el Edicto de Milán se ordenaba que fueran restituidos los bienes de las iglesias cristianas incautados o vendidos durante las persecuciones. «El Estado iniciaba de esta manera un proceso de aproximación fructífera a la Iglesia, que con el tiempo, la colocaría en una posición de privilegio dentro de la sociedad civil», ha afirmado Juan José Sayas. Este historiador señala también que en las cartas que envió a los gobernadores de las provincias para que restituyeran los bienes de las iglesias y para que se eximiera de las cargas públicas (munera) a los clerici cristianos, Constantino puso «el acento en el adjetivo “católico”, usado con el propósito de referirse a la iglesia difundida por todo el Imperio». Por su parte Licinio «se basó en el argumento de que todos los dioses son representaciones de una única divinidad (summa divinitas), “a la que, en su veneración, prestamos obediencia con una voluntad libre”. [...] Posiblemente la expresión summa divinitas, la divinidad suprema, fue una fórmula consensuada entre Constantino y Licinio y que ambos podían aceptar sin problemas».

### Diarquía (313-324): la lucha por Oriente

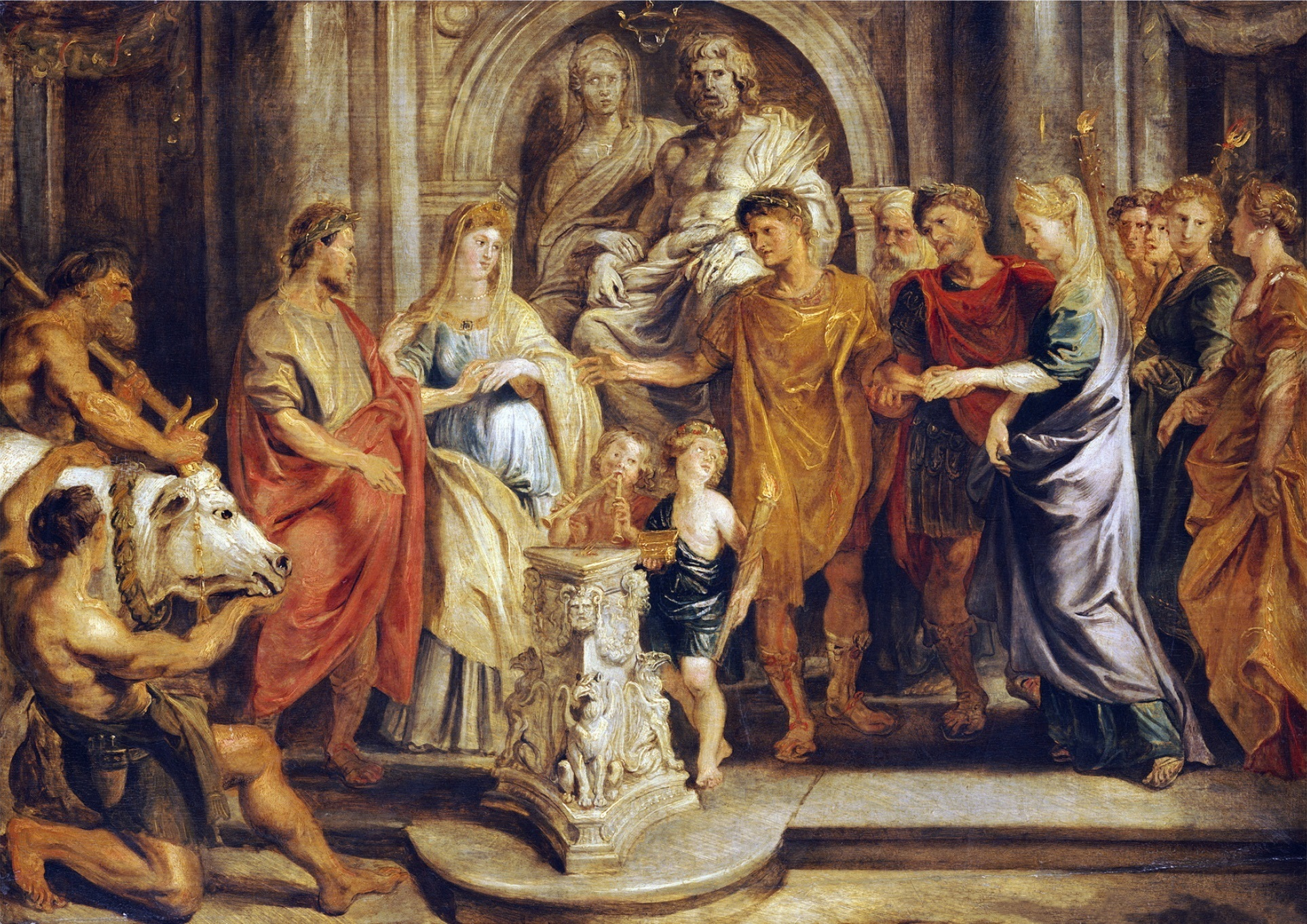
Pintura de Rubens de principios del que representa el matrimonio de Constantino con Fausta y el de Licinio con Flavia Julia Constancia, hermana de Constantino. Se trata de una licencia de Rubens porque los dos desposorios no se celebraron juntos, sino en años y lugares diferentes. A la izquierda un toro que va a ser sacrificado en honor de los dioses Júpiter y Juno cuyas estatuas presiden la ceremonia. La obra forma parte de las pinturas que realizó Rubens para la serie de tapices encargados por el rey de Francia Luis XIII conocida como La historia de Constantino.

En 316 (o en 314) se produjo un primer enfrentamiento armado entre Constantino —que aspiraba a la supremacía, por lo que había adoptado el título de Maximus Augustus (‘el más alto emperador’)— y Licinio en la batalla de Cibalis, en la que este último resultó derrotado y se replegó a Tracia, siendo perseguido por el ejército de Constantino. Un segundo choque, también victorioso para Constantino, se produjo a finales de 316 o principios de 317 en las cercanías de Filipópolis (batalla de Mardia), tras el cual Licinio escogió negociar. Por el tratado que firmaron en Serdica en marzo de 317 Licinio cedió a Constantino todos sus territorios europeos, excepto Tracia, y ambos acordaron nombrar a sus hijos respectivos césares (Crispo, entre doce y catorce años de edad, y Constantino, recién nacido, por parte del primero; Licinio el Joven, de dos años de edad, por parte del segundo). «Este último acuerdo suponía el completo triunfo del principio hereditario y dinástico, aun dentro de un esquema tetrárquico», ha subrayado Luis Agustín García Moreno. Constantino se estableció en Serdica —en los Balcanes, buena parte de los cuales habían pasado a estar bajo su dominio— y Licinio en Nicomedia, en la orilla asiática del mar de Mármara.
A partir de 320 Licinio, que a diferencia de Constantino no había adoptado ninguna política favorable a los cristianos, no respetó el acuerdo de Milán de 313 sellado entre los dos emperadores por el que se garantizaba la libertad religiosa y adoptó medidas que limitaban su libertad de culto. «Los cristianos fueron alejados de la Corte, del ejército y de la administración y, en ocasiones, fueron víctimas de violencias sangrientas», lo que provocó la reacción inmediata de Constantino. Según García Moreno, «Licinio debió sentirse preocupado porque la Iglesia pudiera llegar a constituirse en un Estado dentro del Imperio». También porque «algunos súbditos suyos mostraban simpatías por su rival... cada vez más decidido a privilegiar a la Iglesia. El temor a la traición acabaría por convertir a Licinio en casi un perseguidor: hubo obispos ejecutados e iglesias cerradas o destruidas. En todo caso no cabe duda de que... Constantino pudo presentar la guerra como de liberación de la oprimida Iglesia oriental».
Sin embargo, Manfred Clauss ofrece una explicación completamente distinta del cambio de política de Licinio respecto de los cristianos: fue la respuesta a la invasión de su territorio en 323 por parte de Constantino, durante la campaña de éste contra los sármatas y los godos que amenazaban el limes del Danubio. Licinio «pretendía quizá atacar a aquel grupo que había recibido durante mucho tiempo el apoyo de su contrincante en Occidente», afirma Clauss. Claire Sotinel ha señalado como detonante una carta que Constantino envió a Licinio en diciembre de 323 en la que le comunicaba que había aprobado una ley que castigaba a los representantes imperiales que obligaran a los cristianos a hacer sacrificios a los dioses, ley que Licinio se negó a aplicar en sus territorios.
En el año 324, después de sitiar Bizancio y vencer a la armada de Licinio en la batalla del Helesponto, Constantino logró derrotarlo definitivamente en las batallas de Adrianópolis (julio de 324) y de Crisópolis (septiembre del mismo año). Licinio se rindió en Nicomedia, pero Constantino, a pesar de la promesa hecha a su hermana de que le perdonaría la vida a su marido, ordenó su ejecución en 325, bajo la acusación de haber organizado una conjura contra él, y al año siguiente la de su hijo, el césar Licinio el Joven. Así, «Constantino restableció en su favor de nuevo la unidad del Imperio», ha afirmado José Manuel Roldán. «Constantino era ahora el único gobernante del Imperio Romano», ha subrayado David Potter. «La ambición de poder de Constantino, aspiración por la que había luchado durante dieciocho años, se había consumado: había recorrido un largo y sangriento camino... De nuevo, y después de mucho tiempo, gobernaba un solo hombre todo el Imperio», ha destacado Manfred Clauss.

### Emperador único (324-337)

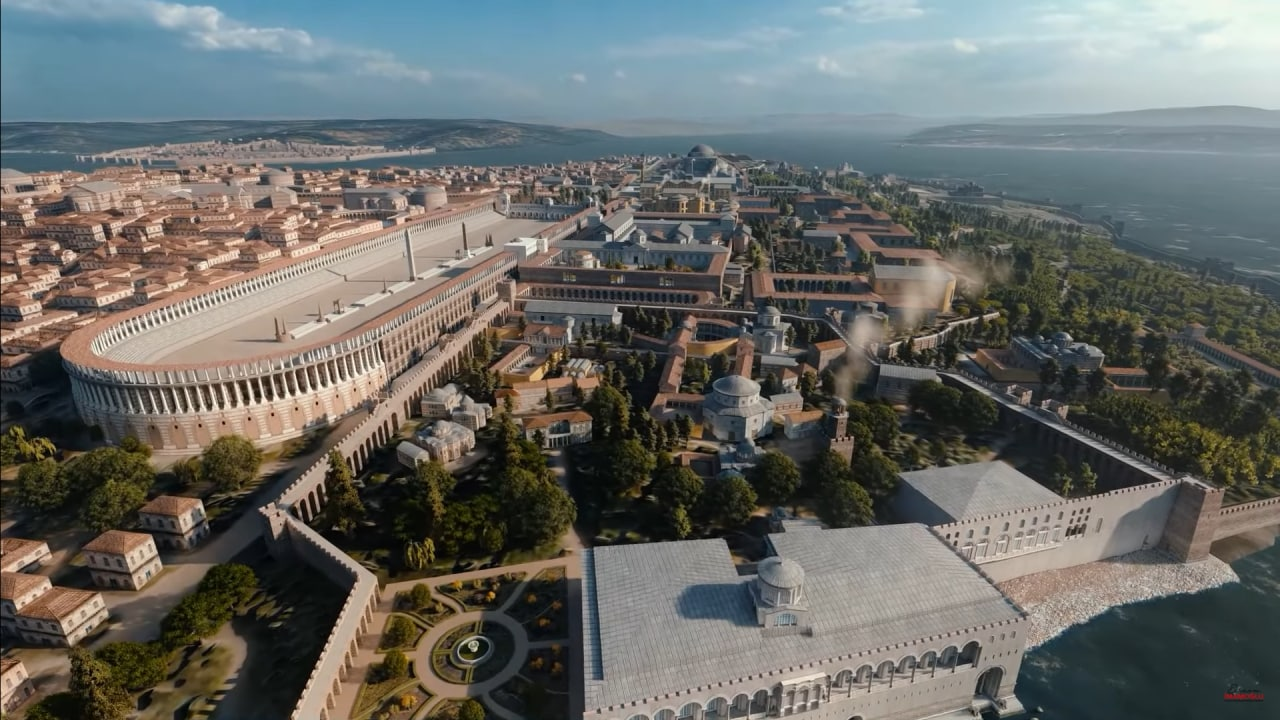
Imagen virtual de Constantinopla en época bizantina con el hipódromo a la izquierda.

Después de su victoria sobre Licinio, que le convirtió en emperador único de un Imperio reunificado, «Constantino consolidó un poder familiar fuertemente dinástico. Las referencias a la tetrarquía desaparecen de los discursos oficiales, incluso las referidas a su padre. De sus ascendientes, únicamente su madre, Helena, participó en la última fase del reinado constantiniano. Desde el 8 de noviembre de 324, el tercer hijo del emperador, Constancio, fue elevado al rango de César, y su esposa Fausta recibe el título de Augusta al mismo tiempo que Helena que se había establecido en Roma».
En conmemoración de su victoria sobre Licinio, Constantino decidió fundar una grandiosa urbe en el lugar donde se encontraba la vieja ciudad griega de Bizancio, que fue casi completamente demolida. Llevaría su nombre y sería una «Nueva Roma» que tendría también un Senado en el que, a diferencia del de Roma, la mayoría de sus miembros eran cristianos.
Dos años después, en el verano de 326, se produjeron unos graves incidentes en Roma durante su tercera visita a la capital del Imperio para celebrar allí las vicenales por el vigésimo aniversario de su advenimiento al trono, que ya habían empezado el año anterior en Nicomedia, en la parte oriental del Imperio. El motivo fue que Constantino, debido a su conversión al cristianismo, no cumplió con el rito tradicional de subir al Capitolio con su ejército y hacer una ofrenda sagrada en el templo Júpiter, el santuario «pagano» más importante del Estado romano, «provocando el odio del Senado y del pueblo», según relató el autor «pagano» Zósimo más de un siglo después. De hecho se profirieron insultos y se dañaron e incluso se destruyeron imágenes y estatuas de la familia imperial, ya que Constantino había ido acompañado de sus dos hermanastros, Flavio Dalmacio y Julio Constancio. En un poema anónimo se le comparó con Nerón, una clara alusión al asesinato ordenado por Constantino de su hijo Crispo, pocos días antes de llegar a Roma, y de su esposa Fausta, durante su estancia allí. El descontento se había iniciado el año anterior cuando Constantino nombró a un cristiano como prefecto de Roma. Otro elemento a tener en cuenta fue que Constantino entró en Roma el 18 de julio, un día nefasto en el calendario romano de ese año.
Los incidentes del verano de 326 en Roma reforzaron la decisión de Constantino de que su ciudad, la «ciudad de Constantino», fuera la nueva capital del Imperio. De hecho nunca volvió a Roma. En Constantinopla «pasaría el emperador los últimos años de su vida, hasta su muerte en 337, absorbido en las arduas cuestiones de orden eclesiástico y teológico que planteaba el inquieto Oriente, mientras confiaba cada vez en mayor medida a sus hijos la administración y la defensa militar del Imperio», ha afirmado José Manuel Roldán, en lo que también coincide Manfred Claus.

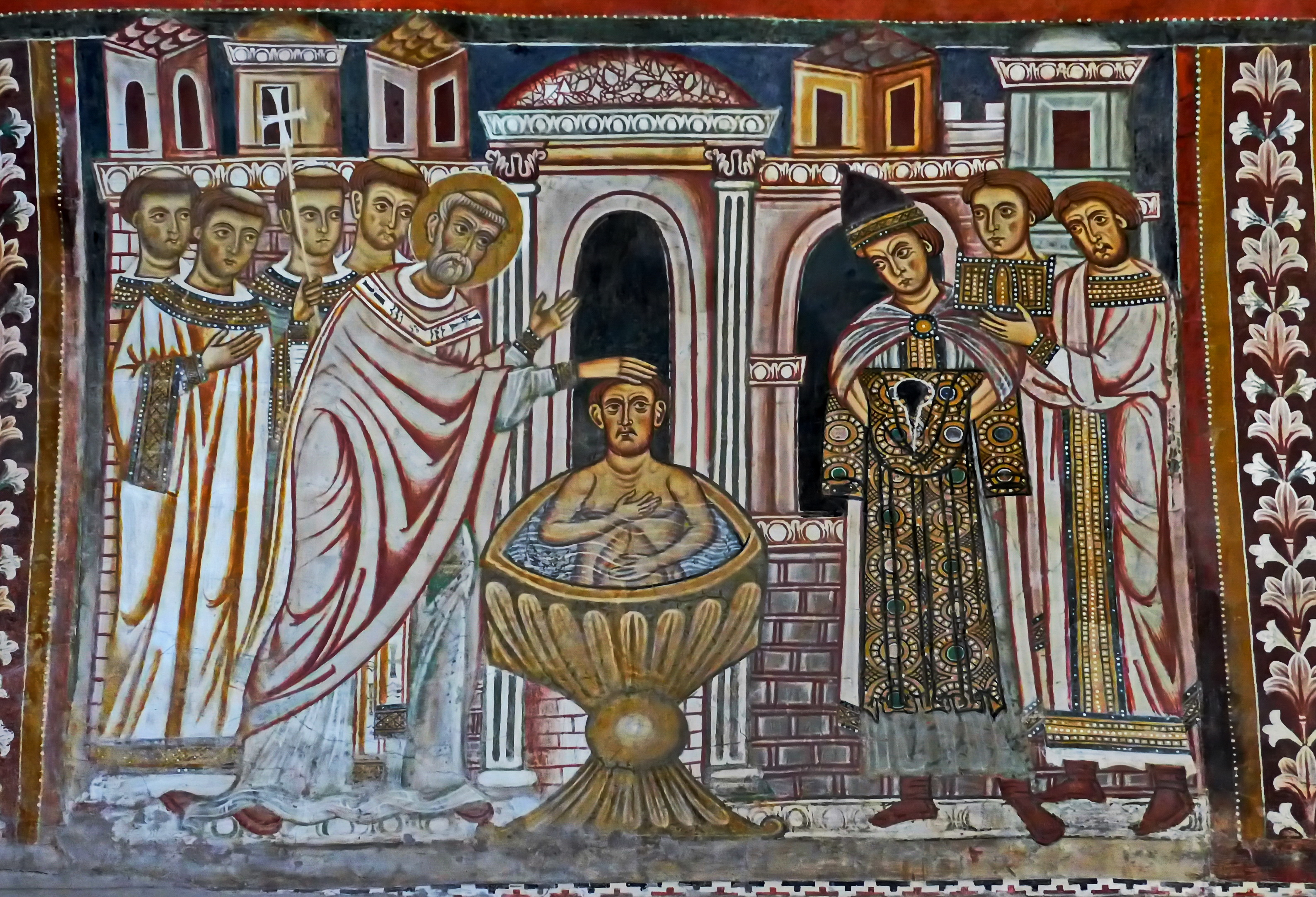
Fresco de la capilla de San Silvestre en la Basílica de los Cuatro Santos Coronados de Roma (ca. 1247) en el que se representa el falso bautismo de Constantino por el papa Silvestre I en Roma, ya que en realidad fue bautizado en Constantinopla por el obispo arriano Eusebio de Nicomedia.

Un signo del cambio producido en su concepción religiosa fue el abandono progresivo en esos años del sobrenombre de invictus (‘invencible’), asociado al dios Sol, por el de victor (‘victorioso’): maximus victor ac triumphator semper Augustus (‘el más grande vencedor y triunfador [y] siempre emperador’). Al final de su vida Constantino se acercó al arrianismo, que había sido condenado en el Concilio de Nicea (325) que él mismo había convocado para restablecer la unidad de la Iglesia cristiana. De hecho el obispo que en su lecho de muerte lo bautizó, Eusebio de Nicomedia, era arriano.
A finales de abril o principios de mayo de 337 Constantino enfermó gravemente nada más salir de Constantinopla al frente de una gran expedición militar dirigida contra el Imperio Sasánida. Siguiendo el consejo de los alarmados miembros de su séquito, fue a las termas de Pythia, cerca de Helenópolis, pero no mejoró. La enfermedad se agravó y se trasladó a Helenópolis donde rezó en un santuario dedicado al mártir Luciano, a quien su madre Helena había sido muy devota, y desde allí se fue a una villa imperial cercana a Nicomedia, donde falleció el 22 de mayo, día de Pentecostés.
Como los emperadores anteriores, Constantino fue divinizado, pero su cuerpo fue enterrado, tal como él había dispuesto, en la basílica de los Santos Apóstoles de Constantinopla. Según Paul Veyne, sus funerales «fueron una apoteosis imperial cristiana». Más tarde su hijo Constancio II mandó construir un mausoleo al lado de la Iglesia, separando templo y sepulcro. En el mausoleo el sarcófago de Constantino estaba rodeado por otros doce que representaban a cada uno de los apóstoles —a Constantino le gustaba referirse a sí mismo como el «decimotercer apóstol»—, aunque ninguno de ellos contenía reliquias de los discípulos de Cristo.
Sucesión
Dos años antes de morir Constantino había organizado su sucesión —basada en el principio hereditario y dinástico, desechando completamente el ideal electivo, como se podía comprobar visualmente en los retratos de sus hijos prácticamente idénticos a los suyos— con el nombramiento como césar de su sobrino Dalmacio el Joven —hijo de su hermanastro Flavio Dalmacio— que se uniría a los otros césares designados anteriormente —los tres hijos de su matrimonio con Fausta—: Constantino, nombrado en 316; Constancio, nombrado en 324; y Constante, nombrado en 333. La designación del nuevo césar incluía el reparto del Imperio entre los cuatro tras su muerte: Constantino, que residía en Tréveris, recibiría Galia, Britania e Hispania; Constancio, que residía en Antioquía, Egipto y Asia; Constante, que probablemente residiera en Milán, Italia, Panonia y el norte de África; y Dalmacio, establecido en Naissus, Mesia y Tracia.
Pero tras la muerte de Constantino, que no dejó escrito ningún testamento, se produjo un auténtico baño de sangre en Constantinopla auspiciado por los tres hijos de Constantino dispuestos a eliminar a posibles competidores. Fueron asesinados los miembros de la familia de Constantino de segunda línea: sus hermanastros Flavio Dalmacio y Julio Constancio y los hijos del primero, Dalmacio el Joven y Anibaliano. En un segundo momento, también fueron asesinados algunos de los colaboradores más cercanos de Constantino, como el prefecto del pretorio Ablabio, padre de la prometida de Constancio, o el senador Flavio Optato. Solo se libraron los dos hijos pequeños de Julio Constancio, Constancio Galo y Juliano.
A finales de agosto los tres hijos de Constantino se reunieron en Panonia, probablemente en Sirmium, para negociar el reparto del poder imperial. Acordaron que los tres llevarían el título de augusto, sin que prevaleciera ninguno sobre los otros, lo que significaba que los tres podían legislar y nombrar a sus propios funcionarios y oficiales. También acordaron el reparto de los territorios que en 335 le habían correspondido a Dalmacio el Joven: Dacia y Macedonia, fueron para Constante, y Tracia, para Constancio. Su proclamación como augustos por el ejército tuvo lugar el 9 de septiembre. Fue enviada al Senado de Roma que la aceptó.

## Constantino y el cristianismo
Según Paul Veyne, la conversión de Constantino al cristianismo «le permitió participar en lo que consideraba una epopeya sobrenatural, asumir el mando y garantizar así la salvación de la humanidad. […] Constantino se tenía por elegido, destinado por el Decreto divino para desempeñar un papel providencial en la economía milenaria de la salvación». «Constantino no dejará de repetir que él no es sino el servidor de Cristo, quien lo ha tomado a su servicio y le procura siempre la victoria». En 314 escribió a los obispos, «sus muy queridos hermanos», que «la santa piedad eterna e inconcebible de nuestro Dios se niega absolutamente a tolerar que la condición humana continúe por mucho más tiempo entre tinieblas». En ese mismo año le escribe al gobernador de África que «la voluntad divina [le] ha confiado el gobierno del universo». Y en 325 escribe a sus nuevos súbditos de Palestina: «Las pruebas más luminosas y evidentes han demostrado que, por las inspiraciones y favores que se digna multiplicar en mi favor, Dios ha expulsado de la tierra la maldad [de los perseguidores] que oprimía antes a toda la humanidad».
Sin embargo, Manfred Clauss ha afirmado que «Constantino, al convertirse al cristianismo, cambió únicamente la persona del dios, sin abandonar del todo la idea de la divinidad que había tenido hasta entonces y sin preocuparse demasiado de los dogmas cristianos».

### La conversión de Constantino al cristianismo
A pesar de que en algún momento se puso en duda la franqueza de la conversión de Constantino al cristianismo —por ejemplo, Voltaire aseguró en el siglo XVIII que «Constantino no era cristiano» y que «no sabía qué partido tomar ni a quién perseguir»— hoy en día los historiadores están de acuerdo en considerar a Constantino un creyente sincero y así lo demuestran, como ha destacado Paul Veyne, los numerosos «textos salidos de su mano, sus leyes, sus sermones, sus edictos y sus cartas… Prueban la convicción que albergaba de su misión y demuestran línea a línea el más ortodoxo cristianismo». Lo mismo ha señalado Tiphaine Moreau, coautora del libro Constantin, un Auguste chrétien (2012). Manfred Clauss, no obstante, ha matizado que «es difícil concretar cómo era su cristianismo, qué era lo que él entendía bajo el concepto de “credo cristiano”», aunque subraya que es «un hecho irrefutable para todos los autores modernos y antiguos» que «Constantino era cristiano».

Crismón utilizado por Constantino en el lábaro —o estandarte militar imperial— tras su conversión.

Aunque algunos historiadores cuestionan la narrativa apologética de Eusebio de Cesarea y Lactancio, según la Vita Constantini del primero, la conversión de Constantino fue el resultado inmediato de un presagio antes de su victoria en la batalla del Puente Milvio, el 28 de octubre de 312. Tras esta visión, Constantino modificó el estandarte imperial —el Lábaro— para marchar a la batalla bajo el signo cristiano del crismón. La visión de Constantino ha sido relatada de maneras diferentes, según Eusebio: en primer lugar, «dijo que alrededor del mediodía, cuando el día ya comenzaba a declinar, vio con sus propios ojos el trofeo de una cruz de luz en los cielos, sobre el sol, y con la inscripción: “In hoc signo vinces” (‘Con este signo vencerás’)». Tan pronto anocheció, «mientras dormía, el Cristo de Dios se le apareció con la misma señal que había visto en los cielos, y le ordenó que asemejara esa señal que había visto en los cielos, y que la usara como protección en todos los combates contra sus enemigos». La señal, de acuerdo con Lactancio y Eusebio, fueron las letras griegas (Χ) atravesada por la letra (Ρ) para formar , que representa las dos primeras letras del nombre de Cristo en griego ΧΡΙΣΤΟΣ. Constantino mandó pintar de inmediato en los escudos de su ejército el crismón, comenzó la batalla y venció a Majencio. Se dice que tras estas visiones Constantino se convirtió de inmediato al cristianismo.
Hoy en día la mayoría de los historiadores sitúan la conversión de Constantino entre los años 310 y 312, puesto que en 310 se ha documentado que participó en un ritual en honor del dios Apolo. La historiadora británica Averil Cameron ha afirmado que «fuera lo que fuese lo que le sucedió a Constantino antes de la batalla [de Puente Milvio], no cabe duda de su compromiso de apoyo a la Iglesia desde el 312 en adelante; al invierno siguiente ya legislaba a favor del clero, y no dudó en tomar partido en disputas internas entre donatistas y el clero católico de África del Norte, irritándose progresivamente cuando los donatistas se negaron a plegarse. Hacia el año 315 amenazaba con ir al norte de África...». Sin embargo, Juan José Sayas afirma que hasta 324 no se puede afirmar con certeza que había asumido plenamente la fe cristiana, tras un acercamiento progresivo hacia el cristianismo. Por su parte, Roger Rémondon afirma que Constantino se inclinó decididamente hacia el cristianismo a partir de 320 en el contexto de su pugna con Licinio por lo que «las consideraciones políticas pueden haber conducido a Constantino a acercarse a las comunidades cristianas instaladas en los dominios de su rival [en Oriente]».
Dos versiones sobre la conversión de Constantino

Constantino fue advertido, durante un sueño, de que marcase en los escudos el signo celeste de Dios y se lanzara de esta manera al combate. Obedece el mandato y marca el nombre de Cristo en los escudos con una X atravesada por una raya perpendicular, curvada en círculo en su parte superior. Protegido, por este signo, el ejército toma las armas. [...] El ejército de Majencio es presa del miedo; él mismo emprende la huida corriendo hacia el puente que estaba cortado. Empujado por la masa de fugitivos se precipita en el Tíber.
Lactancio, autor cristiano contemporáneo de Constantino
Un egipcio llegado a Roma desde Hispania y que se hacía escuchar por las mujeres hasta en la Corte, se entrevistó con Constantino y le afirmó que la doctrina de los cristianos estipulaba el perdón de todo pecado y prometía a los impíos que la adoptaban la absolución inmediata de toda falta. Constantino [que acababa de ordenar la muerte de su hijo Crispo y de su esposa Fausta] prestó un oído complaciente a este discurso y rechazó las creencias de los antepasados.

Zósimo, autor pagano de finales del siglo V.

### ¿Por qué se convirtió?

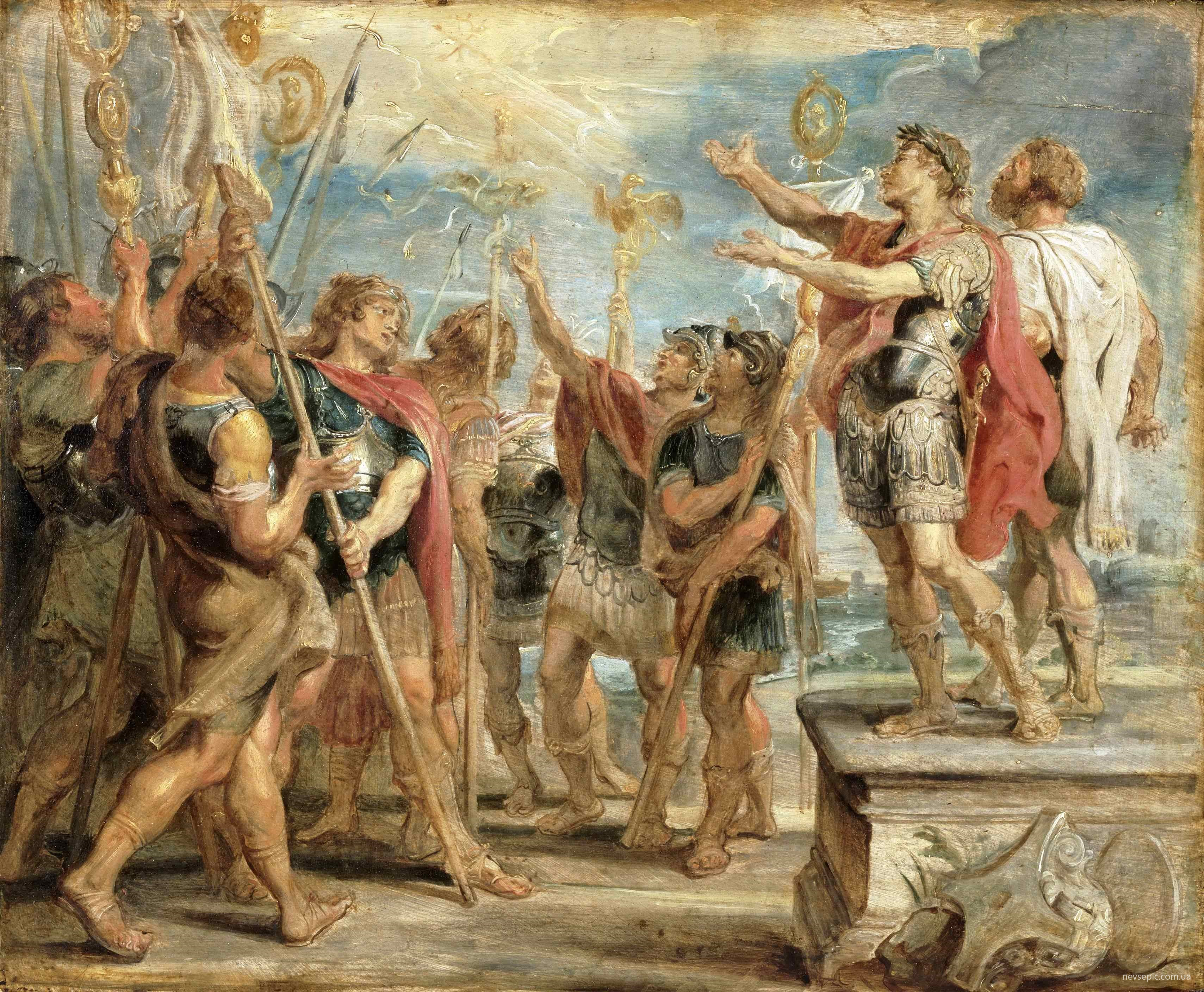
Pintura de Rubens de principios del que representa la conversión de Constantino al Cristianismo. Aparece sobre el cielo el crismón ante el asombro de Constantino y de su séquito. La obra forma parte de las pinturas que realizó Rubens para la serie de tapices encargados por el rey de Francia Luis XIII conocida como La historia de Constantino.

Como ha señalado varios historiadores, si sobre la conversión al cristianismo en los inicios de su reinado no existe ninguna duda, no ocurre lo mismo con los motivos de su conversión, que continúan siendo objeto de debate. Se ha sugerido que se debió a la influencia de su entorno familiar, en especial de su madre Helena, que se supone que se convirtió al cristianismo antes de 324, pero ella solo formó parte del entorno de su hijo a partir de esa fecha, cuando Constantino hacía más de diez años que era cristiano. En cuanto a su padre Constancio Cloro, aunque no los persiguió, «no se le conocen sentimientos particularmente amistosos hacia los cristianos».
Por otro lado, hay autores que explican el acercamiento de Constantino a los cristianos, entre otras razones, por la necesidad política de conseguir apoyos, sobre todo en los territorios orientales, ante sus aspiraciones de convertirse en emperador de Oriente y reunificar el Imperio bajo su único mandato. Es la tesis que sostiene el sociólogo Rodney Stark que considera que su conversión fue una respuesta astuta de Constantino frente al crecimiento exponencial del número de cristianos en el Imperio romano, que habría pasado de aproximadamente 40 000 (0,07 % de la población del Imperio) en el año 150 a casi 6 300 000 (10,5 %) en el año 300. Una posición similar, aunque con matices, es la que sostiene Juan María Laboa. La conversión de Constantino la atribuye a «su intuición sobre la creatividad, la generosidad y la capacidad de los cristianos [que] le hizo ver que el paganismo ya no podía ser por más tiempo la argamasa del Imperio, sino que sería el cristianismo la religión que ventajosamente podía ocupar su lugar. El objetivo, pues, de Constantino fue asirse a un nuevo principio de integración política». Una tesis parecida es la que defiende Gonzalo Bravo. Según este historiador «en torno al 300 el cristianismo estaba tan arraigado en las diversas partes del Imperio que las principales ciudades del mundo mediterráneo contaban ya con una sólida organización eclesiástica»; así que lo que se propuso Constantino fue establecer el «nexo ideológico» entre «la clase gobernante tradicional de senadores y ecuestres aferrada a las tradiciones e intereses paganos y las jerarquías eclesiásticas cristianas que proporcionarían la apoyatura ideológica al nuevo Estado».
Frente a la tesis de que Constantino se convirtió por cálculo político, Paul Veyne ha argumentado que «es difícil ver qué rendimiento político podría extraer de su conversión», ya que en aquel momento la minoría cristiana «además de carecer de influencia y de relevancia política era masivamente odiada. No podía ignorar que adorar a una divinidad distinta a la de la mayoría de sus súbditos y de la clase dirigente y gobernante no era el mejor modo de ganarse los corazones». Este razonamiento es compartido por Tiphaine Moreau: «Los argumentos a favor de una conversión interesada son poco satisfactorios. El cristianismo no tenía buena reputación en el imperio, incluso fuera de los periodos de persecución... y además los cristianos eran minoritarios: existe el acuerdo de considerar que en 312 los adeptos al cristianismo representarían solamente del 5 al 10 por ciento de la población del Imperio... En suma, elegir el cristianismo era ir en contra de la mayoría». Sin embargo, Averil Cameron ha puntualizado que, aunque a primera vista «parece improbable [que Constantino apoyara a los cristianos por razones de interés], dado que el porcentaje de cristianos en el Imperio en conjunto era todavía minúsculo», «parece que el asunto tuvo una carga política en los círculos de la Tetrarquía y el apoyo al cristianismo quizá le ayudara en su guerra de propaganda. Tanto Majencio como Licinio [sus rivales] parece que simpatizaron con el cristianismo, y los propagandistas de Constantino tuvieron que esforzarse lo suyo para denigrar a ambos como perseguidores paganos». Eso sí, reconoce Cameron, «una vez comprometido, Constantino no se apartó jamás de su decisión». Y esa decisión, subraya Christopher Kelly, «fue vital para la expansión y el éxito de la Cristiandad... En este punto el biógrafo admirador de Constantino, Eusebio de Cesarea, es claro: sin la intervención del emperador, la Cristiandad no habría sido más que una religión minoritaria. Sin los generosos subsidios estatales y sin el apoyo imperial, los cristianos habrían seguido siendo una secta aislada en los márgenes sociales y políticos del mundo mediterráneo».
Paul Veyne, que también descarta la influencia familiar, atribuye la conversión a un convencimiento personal: «Constantino se convirtió porque creía en Dios y en la redención, ése fue su punto de partida, y esa fe implicaba a su juicio que la Providencia preparaba a la humanidad para el camino de la salvación (él mismo no tardaría en expresarse en dichos términos precisamente)».
En cuanto al «sueño de Constantino» (la revelación del crismón), Veyne recuerda que «nada era más habitual en la época que tomar una decisión a resultas de un sueño, considerado como un mensaje venido del cielo… No era tampoco inusual que una victoria fuese fruto de la intervención de una divinidad. […] Constantino no hizo sino ver en sueños, bajo la forma alegórica y plástica propia del lenguaje onírico, su propia decisión de convertirse al Dios de los cristianos para obtener la victoria». Tiphaine Maureau sostiene la misma tesis: «La visión de Constantino se inscribe en un modelo corriente en la Antigüedad; lo que es nuevo, en 312, es la elección de la divinidad protectora».

### ¿Por qué no se bautizó hasta el final de su vida?

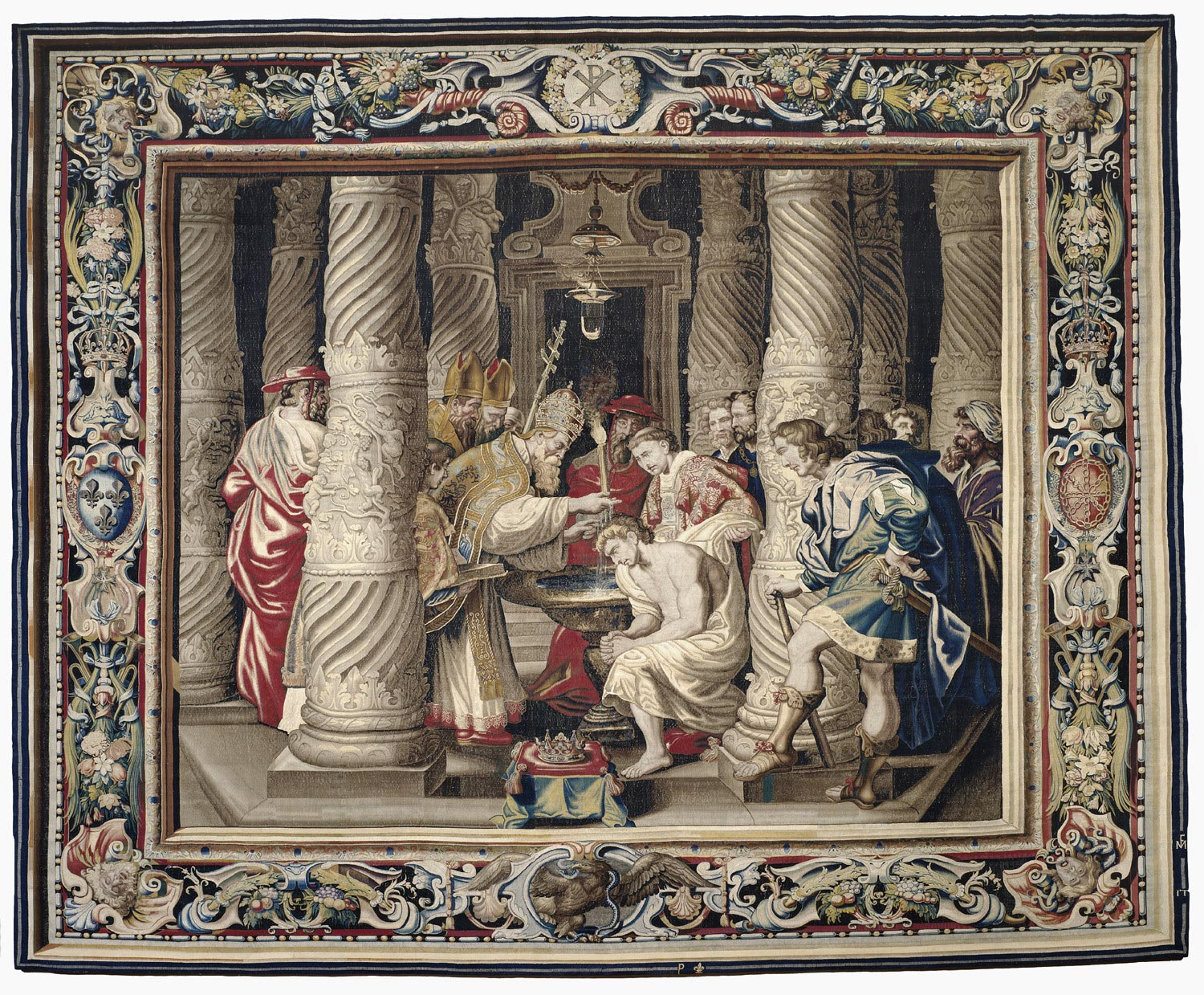
Tapiz que representa el bautismo de Constantino realizado a partir de una pintura de Rubens (principios del). Forma parte de la serie de tapices encargados por el rey de Francia Luis XIII conocida como La historia de Constantino. Rubens recoge la tradición inventada siglos después de que Constantino había sido bautizado en Roma por el papa Silvestre I y no por el obispo arriano Eusebio de Nicomedia en Nicomedia tal como relata Eusebio de Cesarea, contemporáneo de los hechos.

Se ha debatido sobre por qué Constantino no se bautizó hasta veinticinco años después de haberse convertido, lo que, por otro lado no era infrecuente en la época. Su panegirista Eusebio de Cesarea escribió que esperó hasta el final de su vida «pues estaba seguro de que las aguas de la salvación lavarían todos los pecados que su suerte de mortal le había hecho cometer». Paul Veyne comenta: «Dado que el bautismo borraría todos los pecados anteriores, podemos suponer que Constantino lo retrasó porque tenía sobre su conciencia los asesinatos de su mujer Fausta y de su talentoso bastardo Crispo. Si al menos esos crímenes, cuya razón ignoramos, fueron pecados a su juicio…». Sin embargo, este mismo historiador considera que «las verdaderas razones del retraso debieron ser políticas: las funciones militares y judiciales de un emperador, obligado incesantemente a usar la espada, eran poco compatibles con una caridad cristiana que en esta época solía ser una doctrina de no violencia… Estar bautizado imponía ciertas restricciones». Juan María Laboa coincide con Veyne y aporta un nuevo argumento: «No quiso formar parte de la Iglesia mientras gobernaba, ya que en tal caso se hubiera convertido en un fiel más, quedando sometido a los obispos en la disciplina eclesiástica».
Según Averil Cameron, «el hecho de que Constantino no se bautizara hasta que se encontró próximo a morir no encierra duda, puesto que el bautismo se tomaba muy en serio y lo habitual era demorarlo lo más posible, de manera que hubiera menos oportunidades de cometer pecado mortal tras recibirlo. Era un paso crucial para un creyente y Eusebio no cuenta cómo, tras su bautismo, Constantino se negó a llevar la púrpura imperial, vistiendo sólo de blanco (VC IV.62-63)».

## Política religiosa
Según Manfred Clauss, la política religiosa de Constantino siguió «dos líneas fundamentales: por un lado, el apoyo del culto cristiano, y, al mismo tiempo, la insistencia en el derecho de todos los hombres a la libre práctica de la religión». Sin embargo, tras su victoria sobre Licinio en 324, lo que le convirtió en emperador único, «se produjo una auténtica cesura» «que le fue llevando progresivamente a que el culto por él protegido se convirtiese en único. Por eso las medidas en contra de los llamados herejes fueron más rigurosas que las que se había tomado precedentemente frente a los seguidores de otros cultos. Al final se produjo un enorme fortalecimiento de los cultos cristianos, que Constantino había comprometido en la responsabilidad para con el Estado».
Un punto de vista similar es el que sostiene Claire Sotinel cuando señala que antes del año 324 Constantino se mantuvo discreto sobre sus propias convicciones y que durante esos primeros años de su reinado coexistieron la ambigüedad en el vocabulario para referirse a la divinidad suprema y el uso de figuras del culto tradicional, por lo que sus opiniones religiosas no suscitaron una gran oposición entre los no cristianos. «Cuando Constantino se convirtió al cristianismo, ignoraba donde se metía. Pensaba simplemente haber encontrado un dios más eficaz que los otros para llevarle a la victoria y asegurar la prosperidad y la unidad de ese inmenso cuerpo que era el Imperio». Pero a partir del 324 «Constantino dio una nueva amplitud a su adhesión al dios de los cristianos y a su apoyo a las Iglesias. [...] Esperaba a la vez asegurar la paz civil y crear las condiciones favorables a una conversión universal al cristianismo. [...] Expresando muy claramente su adhesión al cristianismo y su deseo de ver esta religión desempeñar un papel dominante en el Imperio, Constantino legisló sobre los cultos de manera restrictiva, pero no abiertamente hostil... [y] el culto imperial continuó durante toda la dinastía constantiniana». «Durante varios decenios, religiones diferentes se repartieron el espacio público, incluso privado, en una configuración profundamente nueva».

### Un imperio cristiano y pagano: la «tolerancia»

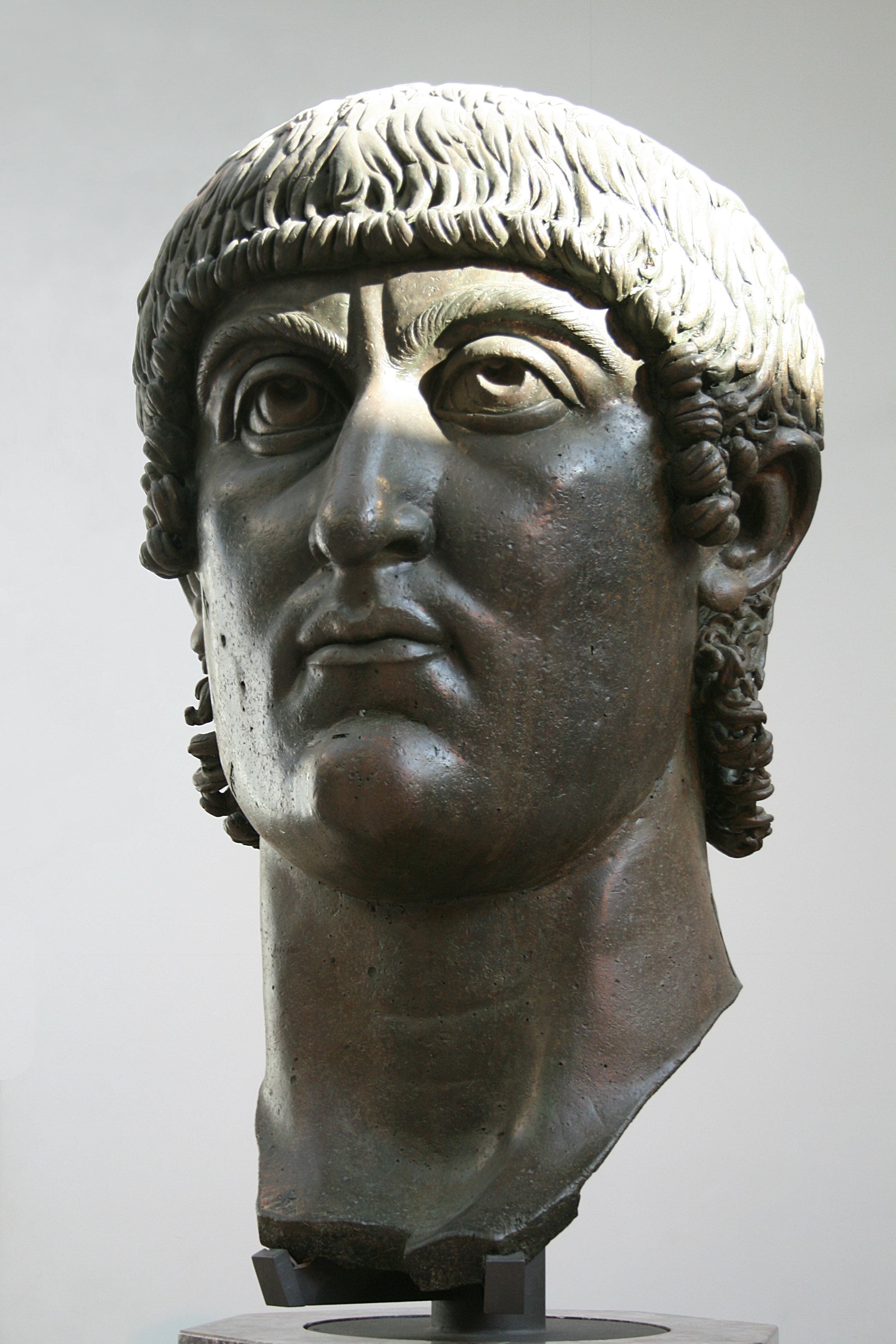
Cabeza de bronce de Constantino I (Museos Capitolinos).

Algunos autores han considerado que el Edicto de Milán de 313, firmado por Constantino y por el coemperador Licinio, fue la norma que decretó la libertad de cultos en todo el Imperio Romano poniendo así fin a las persecuciones de los cristianos. Sin embargo, como ha señalado, entre otros, Paul Veyne, «la tolerancia estaba establecida desde hacía dos años» por el edicto de tolerancia de Galerio, promulgado en Serdica el 30 de abril de 311, por lo que «después de su victoria en el puente Milvio, Constantino [que ya había aplicado el decreto de Galerio en las “provincias” romanas que controlaba antes de derrotar a Majencio] no tuvo necesidad ninguna de promulgar un edicto en tal sentido». El edicto era en realidad un mandatum, una epístula dirigida a un gobernador de Oriente que contenía instrucciones para el cumplimiento del edicto de Galerio, ampliado con la restitución de los bienes de las iglesias por acuerdo de los dos emperadores. «Esta carta, conocida con el nombre de “Edicto de Milán”, tenía valor de ley puesto que debía ser proclamada y mostrada por todas partes, con el fin de que todos la conocieran», ha señalado Tiphaine Moreau. Esta misma historiadora ha destacado que «hay que comprender esta decisión como una necesidad de mantener la pax deorum (‘la paz de los dioses’) por parte de los dos Augustos... Las comunidades cristianas recibían por esta carta una existencia legal. El cristianismo ganó ciertamente en visibilidad a partir de ese momento».

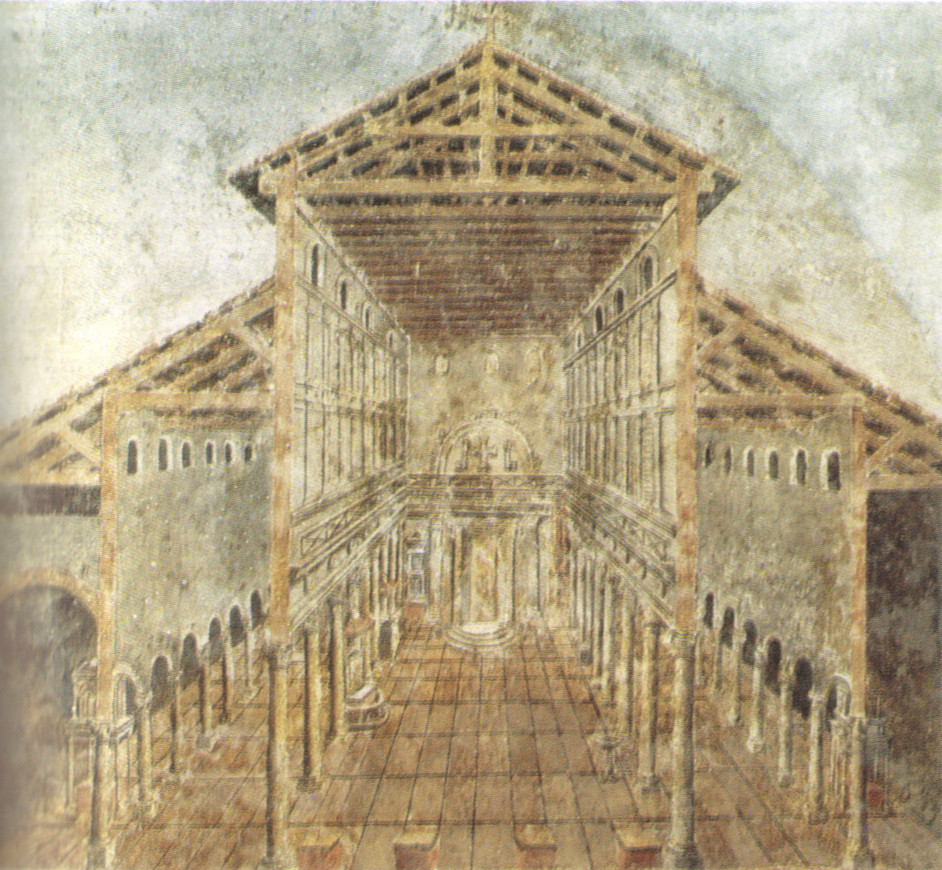
Fresco que muestra el interior de la antigua basílica de San Pedro en el.

Como ha señalado también Paul Veyne, «la frontera límite entre la antigüedad pagana y la época cristiana» no hay que situarla en el día en que se promulgó «el supuesto “Edicto de Milán” en 313», sino en el 29 de octubre de 312, la fecha en que Constantino entró en Roma victorioso al frente de sus tropas, que portaban el crismón en sus escudos y el propio Constantino en su casco, tras su victoria sobre Majencio en la batalla de Puente Milvio. Ese día, como ha destacado Juan María Laboa, sus soldados «no visitaron el capitolio, ni ofreció el tradicional sacrificio a Júpiter, dando a entender así que debía su victoria a un dios distinto». Sin embargo, Claire Sotinel ha puntualizado que desde el siglo III los emperadores evitaban celebrar sus triunfos cuando se trataba de una guerra civil y, por otro lado, Constantino sí que hizo organizar, a la manera tradicional, juegos y espectáculos. Además, en su discurso ante la curia únicamente aludió a la liberación del «tirano» y a la restauración de la libertad pública y de los privilegios del Senado, sin hacer ninguna referencia a su nueva divinidad. El Senado votó la erección de una estatua de una diosa, quizás la Victoria, o de un dios, posiblemente Apolo, representado como Sol Invictus y parecido a Constantino.

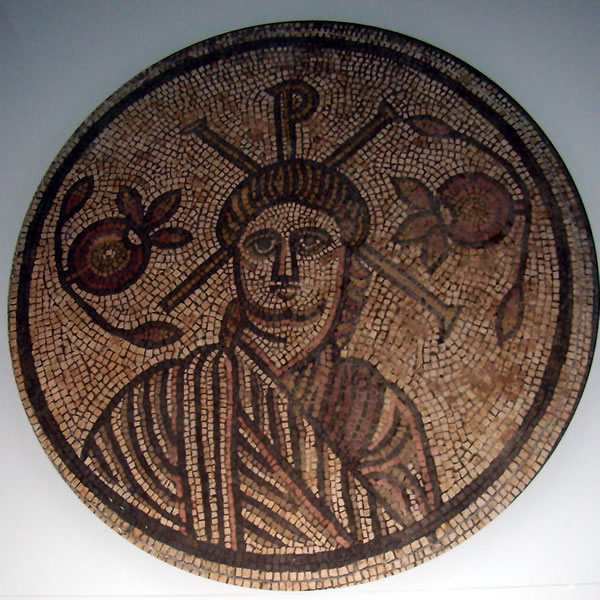
Mosaico de Hinton St Mary que se conserva en el Museo Británico. Representa a un joven Cristo sin barba, con unos rasgos que recuerdan a los de Constantino. Detrás aparece el crismón y a los lados dos granadas, antiguos símbolos de la vida eterna.

Como también ha indicado Paul Veyne, el imperio de Constantino «fue a la vez cristiano y pagano». Constantino «creía en la única Verdad y se sentía con derecho y en el deber de imponerla, pero sin arriesgarse a pasar a la acción. Dejaba en paz a los que se engañaban, en interés, según escribió, de la paz pública; en otras palabras, porque tropezaría con una fuerte oposición», dado que los paganos eran la inmensa mayoría. «Constantino respetó prácticamente sin omisiones su principio pragmático de tolerancia»; no obstante, «olvidó» en 314 celebrar los muy solemnes Juegos Seculares, instituyó el descanso dominical, se mostró ante sus súbditos como un soberano cristiano, hizo construir numerosas iglesias y ningún templo y, a pesar de que como emperador era el pontífice máximo de la religión romana, protegió a los cristianos y a ellos nada más. «No hay que forzar a los paganos, cada uno de ellos debe conservar y practicar la creencia que prefiera: que conserven sus santuarios mentirosos», escribió. Según una ley de 321, el paganismo era «una práctica obsoleta» (praeterita usurpatio). Veyne describe la actitud de Constantino como de «tolerancia por impotencia y por indiferencia acompañada de un desdén ostensible» hacia el paganismo. «Constantino quiere ante todo rendir culto al verdadero Dios, más que tratar de convertir a los paganos».
En efecto, la política religiosa de Constantino, destaca Veyne, se encaminó «a preparar al mundo romano para un futuro cristiano», pero no persiguió ni el culto pagano ni a los paganos, mayoritarios en el Imperio, ni se propuso convertirlos. Se limitó a repetir en todos los documentos oficiales que el paganismo era una «superstición superficial» merecedora de desprecio, mientras consideraba al cristianismo como la «muy santa Ley» divina. No tuvo ningún inconveniente en nombrar a paganos para las altas magistraturas del Imperio y no se opuso a que el Senado romano continuara financiando los cultos públicos del Estado romano, que se mantuvieron sin cambios. Tampoco intentó imponer su religión, salvo en un punto: «puesto que él es personalmente cristiano, no tolerará paganismo alguno en los ámbitos que afecten a su persona, como el culto a los emperadores» —o el sacrificio sangriento de animales en su honor—.
Como ha señalado también Veyne, «el Imperio era bipolar, tenía dos religiones [e incluso tres, contando el judaísmo], la de los emperadores no era la de la mayoría de sus súbditos, ni siquiera de las apariencias institucionales, que siguieron siendo durante mucho tiempo paganas, al menos dentro de Roma. No podremos hablar de imperio cristiano hasta muy al final del siglo».Un ejemplo de esa bipolaridad fue que Constantino mandó construir la basílica de San Pedro en el Vaticano, la mayor de las iglesias de Constantino—«por primera vez las multitudes cristianas de Roma cuentan con una iglesia donde reunirse en torno a su obispo»—, dotó a Roma de las grandes termas que llevan su nombre y acabó asimismo la enorme basílica de Majencio.

### La protección de los cristianos y de su Iglesia
Averil Cameron ha destacado que «el solo hecho de tener a un emperador cristiano en el trono no produjo una conversión masiva y la cristianización de la sociedad se produjo lentamente. Pero la persecución de los cristianos ya se había interrumpido y la Iglesia cristiana se veía ahora favorecida». En efecto, la protección a los cristianos Constantino la aplicó inmediatamente tras su triunfo en la batalla del Puente Milvio. En el mismo invierno de 312-313 ordenó que les fueran devueltos sus bienes confiscados durante las persecuciones sin indemnizar a los nuevos propietarios y más adelante eximió a los clérigos de todo cargo y obligación pública para que pudieran dedicarse en exclusiva al servicio divino. También escribió a Maximino Daya para que pusiera fin a la persecución de los cristianos, ya que no había aplicado el edicto de tolerancia de Galerio. Asimismo, dispensó a sus correligionarios cristianos del deber de ejecutar ritos paganos —singularmente la lustratio que acababa con el sacrificio de un animal— por ser funcionarios públicos o por pertenecer al ejército, así como del castigo de combatir como gladiadores, espectáculo que siempre vaciló en prohibir, sustituido por el trabajo forzado en minas y canteras, «de tal manera que los condenados experimenten el castigo de sus fechorías sin que haya derramamiento de sangre». También concedió validez al arbitraje de los obispos concediéndoles el mismo rango que a las sentencias de los tribunales civiles, con lo que «funda la jurisdicción episcopal», y del mismo modo extendió el derecho de asilo a los templos cristianos. Asimismo, decretó la exención de impuestos para los cultos cristianos y permitió que la manumisión de esclavos también se pudiera realizar en las iglesias —con los obispos como garantes, una función reservada hasta entonces a los magistrados— y que las iglesias cristianas pudieran recibir herencias.

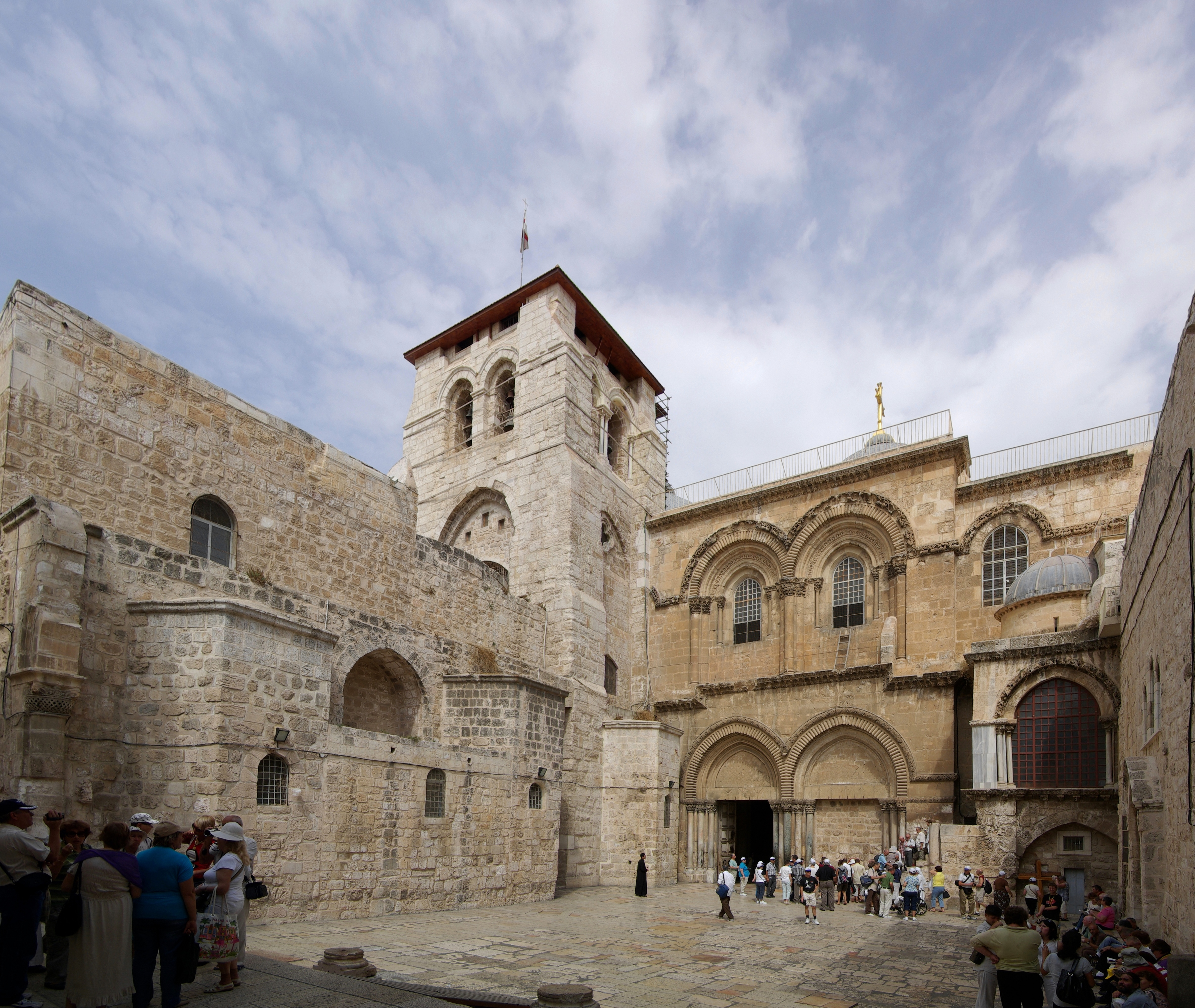
Fachada principal y campanario de la Iglesia del Santo Sepulcro de Jerusalén, mandada construir por Constantino con el fin de que fuera la iglesia más extraordinaria de todo el Imperio. Fue consagrada en 335, dos años antes de su muerte. Según una tradición posterior durante su construcción la madre de Constantino, Santa Elena, encontró la Vera Cruz.

Siguiendo la concepción tradicional de que el emperador debía garantizar la unidad de culto, condición indispensable para mantener la unidad del imperio, se ocupó de inmediato del conflicto religioso que se vivía en la provincia de África y que enfrentaba a los «donatistas» —un movimiento rigorista que defendía que no se debía permitir la vuelta a la Iglesia de los clérigos que se habían «retractado» de su fe durante la «Gran Persecución», especialmente los traditores [del verbo trado: ‘entregar’, ‘dar’] que hubieran entregado los libros sagrados a las autoridades— frente al resto del clero «católico», que defendía una posición más indulgente. Los «donatistas» habían apelado a Constantino, siguiendo el modelo de los casos civiles de recurrir al emperador, y su respuesta fue convocar una reunión de los obispos en Roma y después, cuando los «donatistas» rechazaron la posición conciliadora que allí se adoptó, convocó un concilio más amplio en la residencia imperial de Arlés y dio instrucciones a los gobernadores para que facilitaran el viaje de los obispos que iban a acudir allí. Sin embargo, no consiguió acabar con el «cisma», a pesar de que en 316 los declaró disidentes de la Iglesia «católica» —es decir, «universal», como lo era su propio Imperio— y en 321 proclamó la tolerancia de la Iglesia «donatista». A principios del siglo siguiente, en la época de Agustín de Hipona, el donatismo seguía muy extendido en el norte de África.

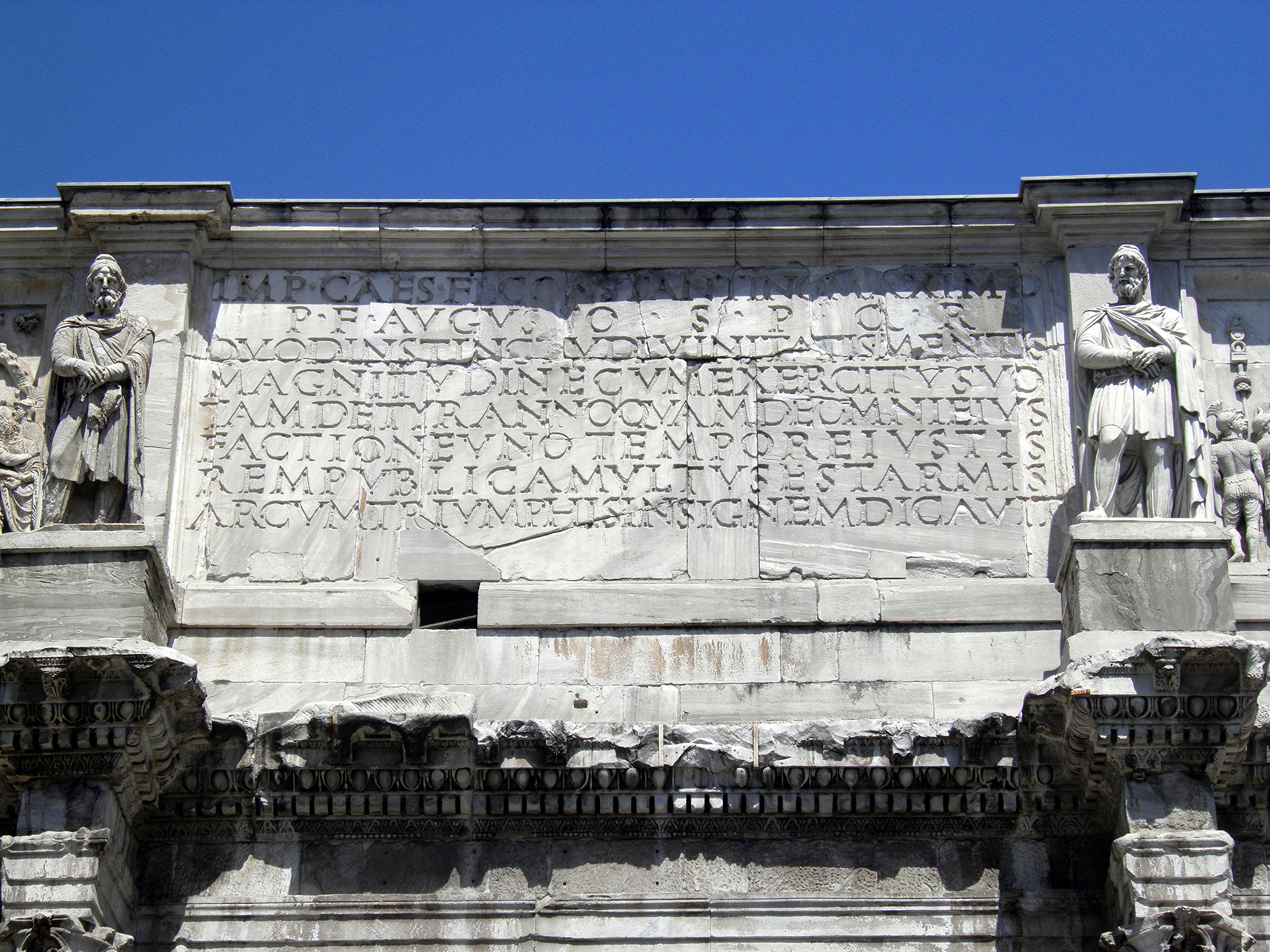
Inscripción principal del Arco de Constantino en la que aparecen las palabras INSTINCTV DIVINITATIS («inspirado por la divinidad») en la tercera línea. Se entendía que era la divinidad en la que creía Constantino, es decir, el Dios cristiano.

Constantino llevó a cabo un programa de construcción de iglesias que comenzó con una serie de basílicas en Roma, edificadas entre el 312 y el 325. Según la tradición, la primera que mandó construir fue para el obispo de Roma, que se convertiría en la actual basílica de San Juan de Letrán. También mandó erigir una estatua suya en el Foro romano que portaba el lábaro grabado con el crismón, las iniciales del nombre de su dios. La inscripción que había al pie decía: «Gracias a este signo, portador de salvación… [Constantino] ha restaurado en su antigua grandeza al Senado y al pueblo romanos». En el arco de triunfo levantado en su honor en 315 no había ningún signo cristiano, pero en él figuraba en caracteres enormes que el liberador de Roma actuó «instigado por la divinidad», instinctu divinitatis, y se entendía que era la divinidad en la que creía Constantino.

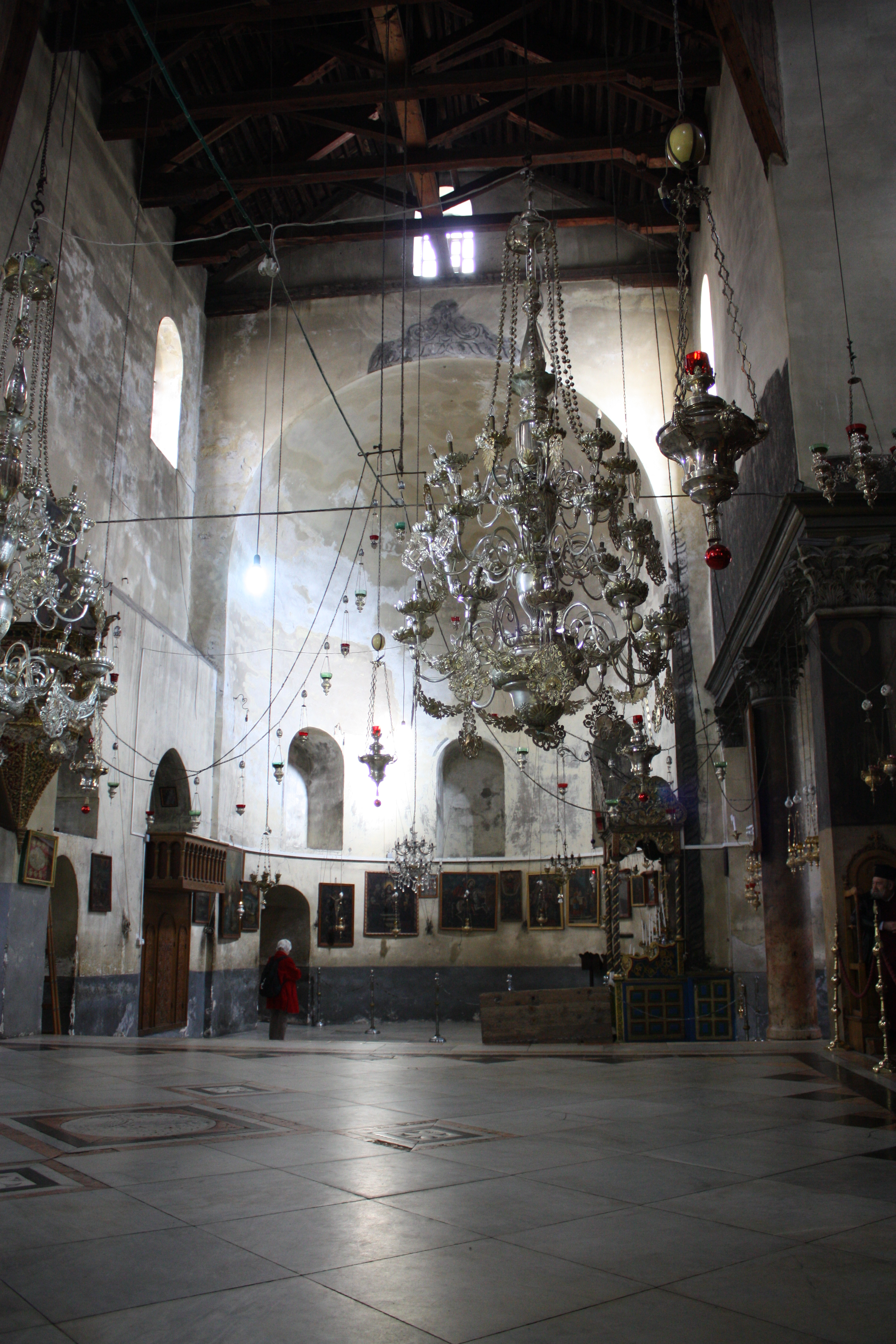
Interior de la Basílica de la Natividad en Belén, cuya construcción fue financiada por Constantino con su fortuna personal. Esta iglesia junto con la del Santo Sepulcro de Jerusalén, convirtieron a Tierra Santa en el principal centro de peregrinación cristiana.

Constantino contribuyó con su fortuna personal a la Iglesia —por ejemplo, apoyó financieramente la construcción de la iglesia del Santo Sepulcro de Jerusalén, de la Basílica de la Natividad en Belén y de la Basílica de San Pablo Extramuros en Roma—, «pero, por lo demás, en virtud del principio de igualdad entre las dos religiones, se limita a conceder al cristianismo los mismos privilegios que tenía el paganismo», ha afirmado Paul Veyne. De esta forma, añade Veyne, «la Iglesia de las persecuciones se convierte en una Iglesia rica, privilegiada y prestigiosa, que exalta el culto a sus mártires. [...] Constantino no puso el altar al servicio del trono, sino su trono al servicio del altar; él consideró los asuntos y los avances de la Iglesia como una misión esencial del Estado». En una orden de 325 dirigida a sus nuevos súbditos orientales dice a su Dios: «Cargo sobre mis hombros la tarea de restaurar tu muy santa morada».

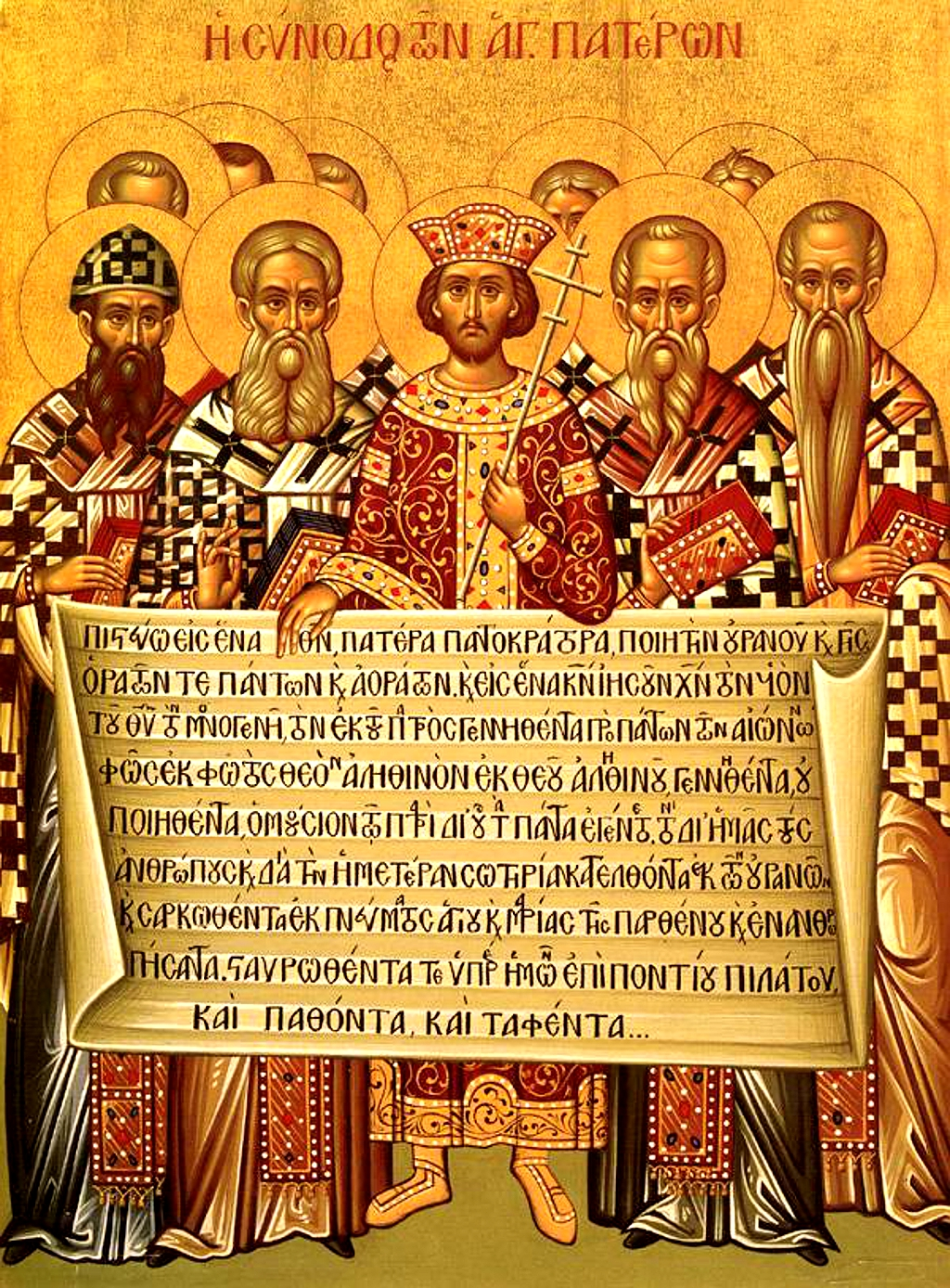
Icono donde aparece Constantino presidiendo el Primer Concilio de Nicea (325) y teniendo anacrónicamente el texto del Símbolo niceno constantinopolitano en la forma adoptada en el Primer Concilio de Constantinopla (381) con el inicial πιστεύομεν (creemos) sustituido por πιστεύω (creo), como en la liturgia.

Y Constantino actúa como «presidente» o «alto protector» de esa Iglesia («Tu muy santa morada»), convirtiéndose en el garante de su autoridad. «Convirtió en ejecutorias las decisiones teológicas de los concilios, envió al exilio a los obispos insumisos y emitió un edicto contra los herejes… Reunió sínodos y grandes concilios y delegó en ellos la tarea de definir la cristología…». Sin duda el más importante fue el Concilio de Nicea, en el que Constantino preside los debates, sin tomar parte en la votación, aunque su intervención parece que fue decisiva para que se aceptara la palabra όμοούσιοϛ (homousios, ‘de una sola substancia’; en latín consustancialis) para referirse a Dios. Constantino lo había convocado probablemente aconsejado por el obispo hispano Osio de Córdoba.
El de Nicea fue el primer «concilio ecuménico» —es decir, universal— de la historia porque reunió por primera vez a todos los obispos del Imperio. Para que llegaran a Nicea, en Asia Menor, Constantino puso a su disposición los caballos y los carruajes del correo imperial y los alojó en su palacio. Su finalidad principal era resolver la «querella del arrianismo» —tras una acalorada discusión y bajo la amenaza del destierro para los que discrepaban, fue condenada la doctrina defendida por Arrio, presbítero de una iglesia de Alejandría, de que el Hijo había sido creado por el Padre por lo que no eran de la misma «substancia», y se aprobó el que sería conocido como el «Credo niceno» que consideraba que eran όμοούσιοϛ, «de una sola substancia»—, pero también la de fijar la fecha de la Pascua, que cada iglesia celebraba en momentos diferentes y que enfrentaba sobre todo a las sedes de Alejandría y de Antioquía, y se acordó que se celebraría el primer domingo tras la luna llena que sigue al equinoccio de primavera del hemisferio norte.. Para Constantino era tan importante mantener la unidad de la Iglesia como la del Imperio —esto último lo había conseguido el año anterior tras derrotar al coemperador de Oriente Licinio—. Como ha destacado Tiphaine Moreau, Constantino «se proponía hacer coincidir los dos haciéndolos universales, es decir, en griego, “católicos”». Una valoración que comparten Averil Cameron, Manfred Clauss y Claire Sotinel.
El concilio de Nicea se clausuró el mismo día que se cumplía el vigésimo aniversario del ascenso de Constantino al trono. Los obispos fueron invitados a una cena de indescriptible esplendor, según cuenta Eusebio de Cesarea, que añade que «se podía pensar que simbolizaba una imagen del reino de Cristo más de ensueño que de realidad». Averil Cameron comenta que la narración de Eusebio es «reveladora de por sí como registro de la sorpresa y la emoción que sintieron los obispos, puesto que la mayoría de ellos tenía por vez primera la experiencia de contemplar a un emperador que cedía ante ellos y ponía los asuntos de doctrina cristiana en lo más alto del orden del día imperial». Sin embargo, no todos los obispos aceptaron la doctrina de que el Hijo era όμοούσιοϛ (homousios), es decir, de la misma «substancia» que el Padre, por lo que el arrianismo no desapareció e incluso se extendió entre algunos pueblos «bárbaros», como los visigodos.
A partir de 328, Constantino, consciente del fracaso de su política —en 326 había promulgado una ley que establecía que los «privilegios que han sido otorgados en consideración de la religión beneficien solamente a los observadores de la ley universal [católica en griego]»—, buscó la reconciliación con el arrianismo. Mandó llamar a los clérigos que habían sido desterrados (también a Arrio), lo que provocó las protestas de Atanasio de Alejandría, el principal valedor de la ortodoxia nicena, que acabó siendo desterrado a Tréveris en 335, y, de hecho, el obispo que poco antes de morir lo bautizó, Eusebio de Nicomedia, unos de sus consejeros más cercanos, era arriano.
Sin embargo, Constantino persiguió a otros cultos cristianos que se apartaban de la «ortodoxia», como el valentinianismo, negándoles el reconocimiento por parte del Estado, lo que suponía la prohibición de sus reuniones y la confiscación de todos su bienes, de forma que sus lugares de culto pasarían a ser propiedad de la «Iglesia oficial». Como ha destacado Manfred Clauss, Constantino no renunciaba a su objetivo de conseguir un culto unificado. «Sustentaba la opinión de que era imprescindible una posición religiosa igual para todos los súbditos, de modo que no se pusiera en peligro la existencia del Estado». «El Estado cae en gran peligro si menosprecia la religión», le escribió a un gobernador.

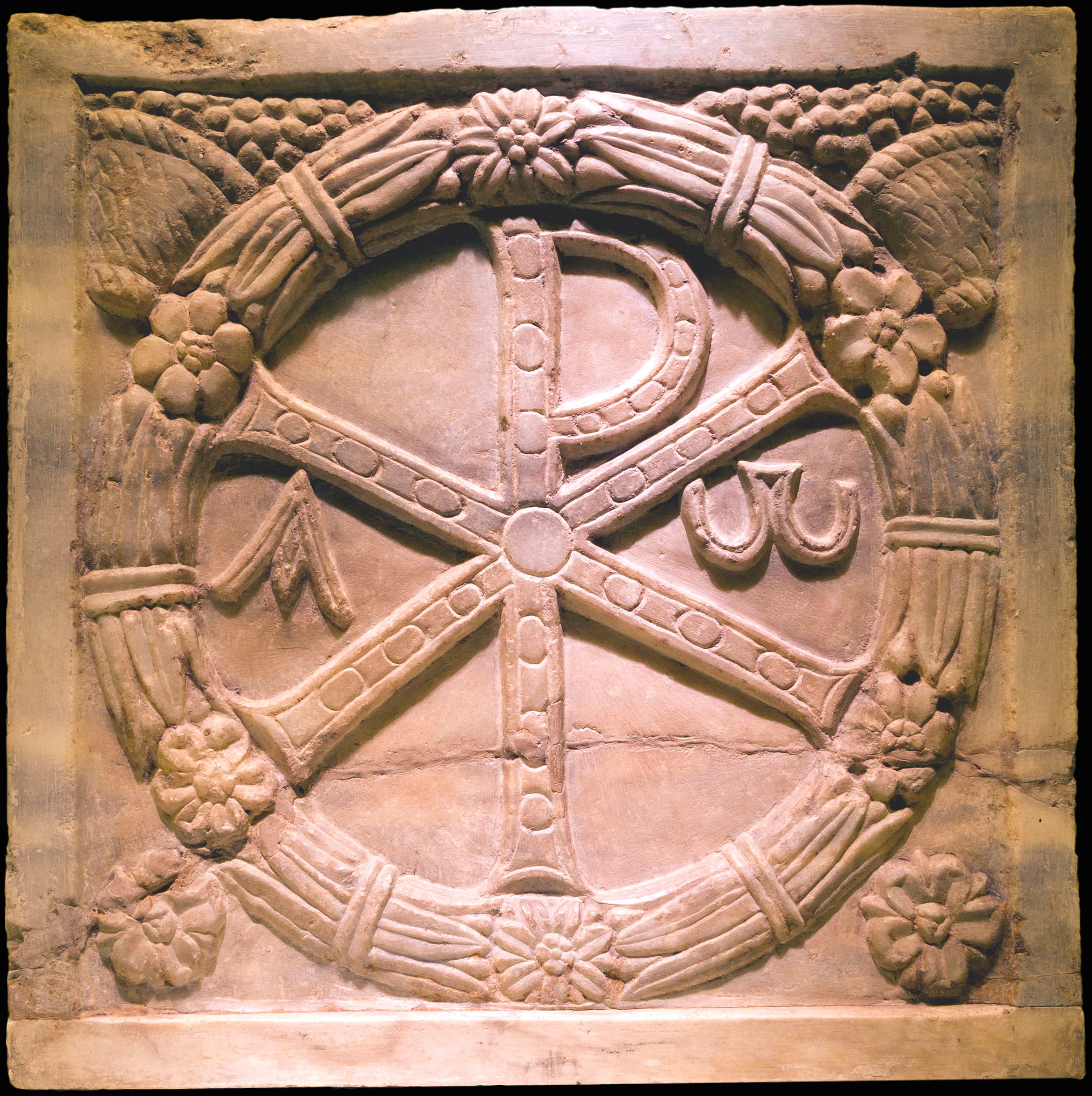
Crismón de un sarcófago del. Aparecen el alfa y el omega, primera y última letra del alfabeto griego, que expresan el infinito y la eternidad Dios.

En sus últimos años de vida también ejerció como predicador, dando sus propios sermones en el palacio ante los miembros de su corte. Los reunía cada semana y, según Eusebio de Cesarea, «les explicaba sistemáticamente la Providencia, tanto en general como mediante casos concretos», y especialmente el suyo. El documento más importante que se ha conservado en el que Constantino expone sus creencias cristianas es probablemente la Oratio ad Sanctos o Sermón de Viernes Santo, posiblemente escrito en algún momento alrededor de la Pascua de 325 para una reunión del clero de Bitinia. Al principio del capítulo XXVI Constantino declara:

Cuando me loan por estar al servicio (hypëresian) de Dios —lo que ha tenido por origen una inspiración (epipnoias) del Dios del cielo— no hacen sino confirmar que Dios es la causa de mi valor (andragathia). Sí, pues corresponde a Dios ser el autor de todo cuanto hay de bueno, y corresponde a los hombres obedecer.

### La relación con los paganos: ConstantinoPontifex Maximus
El imperio mantuvo una fachada pagana, ya que la mayoría de los súbditos del emperador lo seguían siendo. Constantino conservó el título de pontifex maximus hasta su muerte, un título que los emperadores romanos ostentaban desde Augusto como jefes de la religión romana, aunque delegó esta función en un promagister y deliberadamente se distanció del culto al emperador —durante su reinado las estatuas de los emperadores no fueron veneradas o colocadas en templos—. Como ha señalado Manfred Clauss, «que Constantino seguía viendo las relaciones con los cultos antiguos de una manera muy natural queda demostrado en los reglamentos que revalidan los privilegios que se habían concedido ya hacía tiempo a los sacerdotes paganos».
Cuando murió, fue divinizado por el Senado, como los emperadores anteriores, pero su cuerpo fue enterrado en la iglesia de los Santos Apóstoles —cumpliendo su deseo de reposar junto a su pares, los apóstoles— y sus funerales, según Paul Veyne, «fueron una apoteosis imperial cristiana». A Constantino le gustaba referirse a sí mismo como el «obispo de los de fuera», de los que aún no formaban parte de la Iglesia, y como el «decimotercer apóstol», de ahí que su tumba estuviera rodeada de sarcófagos que representaban a cada uno de los doce apóstoles.

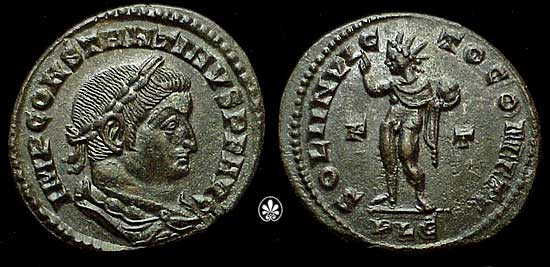
Follis: moneda de Constantino con una representación del Sol Invictus y la inscripción SOLI INVICTO COMITI, c. 315. Paul Veyne recuerda que la acuñación imperial romana «era una institución pública, de modo parecido a nuestras casas de moneda y timbre, y no la expresión de la vida interior del príncipe. En una palabra, distintos dioses paganos, entre ellos el Sol, figuran en la acuñación porque la fachada del imperio de Constantino seguía siendo oficialmente pagana, y no porque Constantino mezclara varios dioses en su cerebro confundido». Además, «el Sol Invictus era para Constantino un blasón familiar, una prueba de legitimidad: Constantino pretendía descender por parte de su padre de Claudio II».

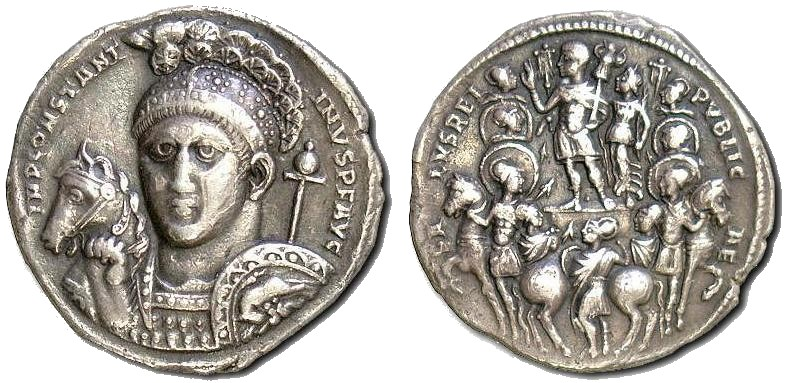
Moneda de Constantino datada en 315 en la que aparece sobre su casco el crismón, como siempre lo llevaba en sus apariciones públicas.

Otra prueba de que Constantino quiso mantener la fachada pagana fue la acuñación de moneda. Hasta 322, el reverso de las monedas mezclan divinidades paganas con figuras alegóricas o militares, como se venía haciendo desde hacía tres siglos. A partir de ese año, los dioses desaparecen, así como la leyenda Sol Invictus, pero no son sustituidos por símbolos cristianos (cuando aparecen lo hacen sobre el propio Constantino como el crismón en su casco, como siempre lo llevaba en sus apariciones públicas, o sobre su estandarte, como muestra de cuál era la fe personal del emperador, y no en la propia moneda). Sin embargo, a partir de finales de 324 desaparece de las monedas el título de Invictus, sustituido por el de Victor, más inequívocamente cristiano, según Luis Agustín García Moreno.
Por otro lado, el culto al emperador subsistirá, pero con la condición de que no incluya sacrificios, lo que permitirá que muchos cristianos puedan participar en ellos sin comprometer sus creencias —«a ojos cristianos, la eucaristía sustituía la necesidad de sacrificios»—. Ese fue el caso del templo consagrado a su familia en la ciudad italiana de Hispellum (Spello) que Constantino autorizó con la prohibición expresa de que se realizasen sacrificios sangrientos y de que figurara su retrato. «El templo consagrado a nuestro nombre no puede ser mancillado de modo pernicioso por los engaños de una superstición cualquiera», ordenó. Esta restricción, según Tiphaine Moreau, «cambiaba ampliamente la naturaleza del culto imperial». Y el calendario de fiestas paganas seguirá siendo el oficial, coexistiendo con el cristiano. De hecho, como ha destacado Tiphaine Moreau, Constantino elegirá como fecha para la Navidad el 25 de diciembre, el día en que se celebraba el nacimiento del Sol Invictus. Además, 
Constantino no persiguió a los paganos, mayoritarios en el Imperio, ni se propuso convertirlos, de modo que evitó así ponerlos en su contra y del cristianismo, asegurando la paz. De hecho, ordenó a los cristianos que respetaran los cultos paganos y sus templos —solo cerró unos pocos y al final de su reinado—. «La misma paz y la misma tranquilidad que los creyentes deben obtener los extraviados y disfrutar felizmente..., pero los que quieran apartarse [del culto cristiano] deben recibir el templo de sus engaños según sus deseos», escribió. «A nadie le está permitido dañar a otros con aquello que ha aceptado por convencimiento propio», dijo también.
Además no tuvo ningún inconveniente en nombrar a paganos para las altas magistraturas del Imperio y tampoco se opuso a que el Senado continuara financiando los cultos públicos del Estado, que se mantuvieron sin cambios. Constantino se limitará a repetir en todos los documentos oficiales que el paganismo es una «superstición superficial» merecedora de desprecio. «Que posean, si así lo desean, sus templos de mentira», escribió. «Que quienes se engañan gocen de la paz, que cada cual conserve lo que su alma quiere tener, que nadie atormente a nadie», les dijo en 324, tras vencer a Licinio, a sus nuevos súbditos de Oriente asegurándoles que los paganos serían tratados en pie de igualdad con los cristianos.
Aunque constituía una de sus preocupaciones principales, y de los cristianos, Constantino se limitó a imponer ciertas restricciones al sacrificio sangriento de animales, que los cristianos abominaban: que se hicieran en un altar de las calles o delante de un templo, y no en las casas de los particulares. De la misma forma, en dos leyes de 319, de idéntico contenido, se prohíbía a los arúspices que hicieran visitas a domicilio, evitando así las predicciones privadas del futuro, porque eso iba en contra de la doctrina establecida ya por Diocleciano de que el emperador era el único que podía interpretar la voluntad de los dioses. En otra ley también proclamó su horror por los combates de gladiadores, costumbre pagana por excelencia, pero estos también continuaron en el Coliseo. Solo se prohibió la realización de sacrificios a los vicarios, a los gobernadores de provincias y a los prefectos del pretorio.

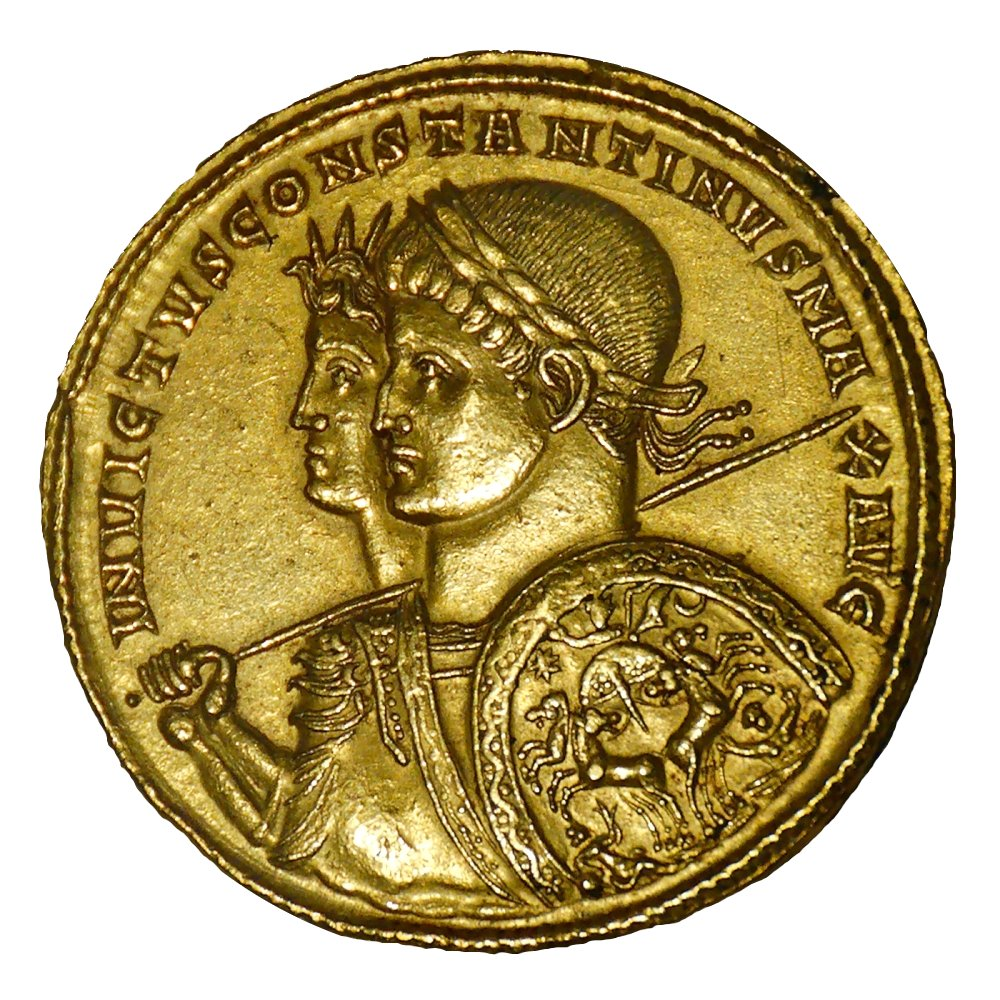
Anverso de una moneda de oro acuñada en Ticinum en la que aparece el busto de Constantino, que porta un escudo con la cuadriga del dios Sol, junto con el del Sol Invictus. Manfred Clauss ha resaltado que las dos cabezas salen a la vez del mismo busto: «Se trata de un representación llena de fuerza expresiva en cuanto a la estrecha relación entre el emperador y la divinidad».

Un ejemplo de la política religiosa de Constantino fue la institución mediante una ley de 321 del descanso dominical. Se trataba de un justitium a perpetuidad: «Que todos los jueces y los habitantes de las ciudades, los servicios de todas las profesiones descansen el día venerable del Sol; no obstante, a aquellos que viven en el campo se les permite trabajar la tierra libremente y sin ser molestados el día del Sol». Con la introducción del descanso del dies Solis, Constantino impuso el ritmo temporal de la semana al mundo antiguo, marcado por la sucesión de los dies fasti y dies nefasti, aunque a lo largo de la época imperial ya se había extendido entre los romanos la semana de siete días, con el día de Saturno (el sábado) como el más importante. Como ha señalado Paul Veyne, «de ese modo introducía algo del calendario religioso cristiano en el transcurso del año civil, pero sin atentar contra la libertad religiosa de nadie» —los cristianos celebraban el séptimo día de la semana judía el día del Señor (domenica)—. En una segunda ley Constantino concedió tiempo libre al ejército cada domingo o al menos a su guardia personal: los soldados cristianos podrían acudir a su iglesia y los paganos saldrían de la ciudad para pronunciar una oración en la que darían las gracias al dios del cielo (sin especificar nada más) y le pedirían la victoria y la salud para el emperador y sus hijos. Solo al final de siglo fue cuando se prohibieron las carreras de carros y los espectáculos en domingo para que los cristianos acudieran a sus iglesias. Fue entonces cuando el término «día de Señor» (dies dominicus) sustituyó al de «día del Sol» (dies Solis).

### Fuera del imperio
Más allá de los límites del Imperio, al este del Éufrates, los gobernantes sasánidas del Imperio persa habían sido por regla general tolerantes con sus súbditos cristianos. Pero ahora los cristianos de Persia podían ser identificados como aliados del antiguo enemigo y fueron por ello perseguidos. En una carta atribuida a Constantino para Sapor II que se supone escrita en 324, se urgía a Sapor a proteger a los cristianos de su reino, tras lo que Sapor II escribió a sus generales:

Arrestaréis a Simón, jefe de los cristianos. Le detendréis hasta que firme este documento y consienta en recaudar para nosotros un impuesto doble y un doble tributo de los cristianos. Nosotros debemos llevar por los dioses el peso de la guerra mientras ellos únicamente se dedican al descanso y el placer. Habitan nuestro territorio y son amigos del César, nuestro enemigo.
Cita de Roma en el Éufrates, Freya Stark 1967, p. 375

## Política secular
A diferencia de la política religiosa, se dispone de poca información de la política secular. Los autores cristianos Lactancio y Eusebio de Cesarea se ocupan poco del asunto y el que más lo trata es Zósimo, un autor «pagano» que no fue contemporáneo de Constantino y cuya credibilidad es discutible porque muestra una profunda animadversión hacia el «impío» emperador, al contrario de Lactancio y Eusebio de Cesarea que caen en el extremo contrario, la adulación y el elogio sin límites. A pesar de estas limitaciones se considera que en este campo Constantino continuó en gran medida las reformas de su antecesor Diocleciano. «No obstante, la obra constantiniana tiene un sello propio», ha afirmado Gonzalo Bravo.
«Constantino quiso fundar la unidad del Imperio sobre la prosperidad y la paz, y sobre el éxito dinástico... La cohesión a la que el emperador aspiraba pasaba por la ley (la legislación de Constantino fue abundante en materia de derecho civil y penal), por la difusión de la imagen imperial, por la fidelidad de una administración ampliamente reorganizada y de un ejército mimado por el poder. El resultado fue un éxito: no solo la autoridad del príncipe fue prácticamente indiscutida, sino la pertenencia a la dinastía constantiniana iba a dar hasta el final del siglo legitimidad para aspirar al poder», ha indicado, por su parte, Claire Sotinel.
David Potter coincide con Sotinel: Constantino «creía que el trabajo del emperador era defender el imperio de los enemigos externos mientras creaba una sociedad más justa y ordenada para sus súbditos; puede ser visto a menudo actuando según esos principios».

### Reformas políticas y administrativas
Siguiendo los pasos de Diocleciano, con Constantino la corte imperial, donde quiera que estuviese —de forma definitiva en Constantinopla, tras convertirse en emperador único—, se consolidó como el centro del poder político. En ella Constantino tomaba las decisiones asesorado por los altos funcionarios designados por él con el rango de comes (literalmente «acompañante» del emperador) y que formaban el sacrum consistorium (‘sagrado consistorio’ o ‘sagrado consejo’), verdadero núcleo del poder político durante la Antigüedad tardía. Entre sus miembros se encontraban el comes et magister officiorum, jefe máximo de la burocracia imperial; el comes et quaestor sacri palatii, responsable del área jurídica; el comes sacrarum largitionum, ministro principal del Tesoro; y el praepositus sacri cubiculi, cargo este último desempeñado por un eunuco.
Como en tiempos de Diocleciano, la corte era sagrada y así constaba en el título de los altos funcionarios que la integraban. Sus deliberaciones eran, por tanto, secretas (sacra secreta), como si se tratara de un templo mistérico, y estaba regida por un riguroso ceremonial en cuya cúspide se encontraba el emperador y cuya finalidad era manifestar la distancia insalvable que existía entre él y sus súbditos. Ya con Diocleciano la salutatio (saludo) fue sustituida por la adoratio (veneración), un ritual en el que el emperador, sentado en su trono situado en una posición elevada, ofrecía un extremo de su capa púrpura para que los que estaban autorizados a participar en la recepción oficial, que debían permanecer siempre de pie, la tomaran y se la llevaran a los labios. Culminaba así un proceso iniciado desde el comienzo de la era imperial en el que «los emperadores se habían ido aproximando al entorno de los dioses» como lo demostraba la difusión del culto oficial al emperador —de hecho, una ley del siglo IV consideraba a las disposiciones del emperador como oracula, es decir, palabras procedentes de los dioses, por lo que desobedecerlas significaba sacrilegio—.
Así pues, como ha destacado Pilar Fernández Uriel, con Constantino se consolidó la corte imperial. «Dio aún más ostentación al ceremonial y protocolo que rodeaba la figura del emperador, dándole un carácter sagrado y fastuoso». «Constantino acentuó las características absolutas y sagradas de su poder imperial, rodeándose de un solemne fasto ceremonial cortesano...», ha señalado Luis Agustín García Moreno. «Con Constantino, la corte y la administración central adquirieron un desarrollo e importancia mayores que en tiempos tetrárticos, y ello iba a perdurar como una de las características peculiares del Imperio tardorromano», ha añadido García Moreno. De hecho, si en todos los niveles administrativos aumentó el número de funcionarios, sobre todo crecieron los adscritos a la cancillería imperial. Constantino creó el nuevo cargo de los agentes in rebus, que llegaron a alcanzar el millar y que estaban encargados de supervisar toda la burocracia, especialmente en las provincias.
En el ámbito administrativo también se percibe la continuidad respecto de las reformas de Diocleciano. En realidad, Constantino solo introdujo una modificación importante: que los prefectos del pretorio, cuyo número varió y que al final del reinado eran tres, el de las Galias, el de Italia y el de Oriente, perdieran definitivamente sus funciones militares, lo que, según Averil Cameron, «probablemente pueda atribuirse a la asignación de zonas territoriales a los restantes hijos de Constantino», aunque se trataba de la culminación de un proceso de separación de los poderes civiles y militares iniciado por algunos emperadores anteriores, notablemente por Diocleciano. «Los prefectos del pretorio se convirtieron en los funcionarios civiles más importantes, provistos de amplias competencias en el terreno administrativo, financiero y judicial... El prefecto coordinaba y controlaba la actividad de los vicarios de las diócesis y de los gobernadores pertenecientes a su demarcación prefectural», ha afirmado Juan José Sayas. Según Roger Rémondon son una especie de vice-emperadores, ya que en 331 Constantino establece que sus decisiones judiciales son definitivas por lo que no pueden ser apeladas ante él, aunque sin poderes militares que ahora corresponden al magister militum, cargo de nueva creación bajo la autoridad directa del emperador. En conclusión, como ha destacado Manfred Clauss, «Constantino se decidió finalmente por dos clases de especialistas: por un lado, el formado militarmente, y por otro, el especializado en la administración».
En la administración abrió a los miembros del orden senatorial los cargos que hasta entonces habían estado reservado a los miembros del orden ecuestre o del ejército, como gobernadores de provincias, agentes in rebus, correctores, prefectos de la ciudad de Roma y prefectos del pretorio. De esta forma Constantino intentó ganarse el apoyo de la aristocracia senatorial, aunque el Senado no recuperó en absoluto el ya reducido poder político que había tenido durante el Alto Imperio. Paralelamente amplió el número de sus miembros al eliminar la obligación de residir en Roma y de asistir a las sesiones de la institución. Él mismo nombró a los nuevos senadores mediante la adlectio, sobre todo entre los miembros más destacados del orden ecuestre, alcanzando los dos mil —ampliación que no fue bien vista por los senadores provenientes de las familias más antiguas—. De esta forma se inició un proceso de fusión de los dos órdenes que culminaría a finales de siglo. Así lo ha destacado, entre otros historiadores, Roger Rémondon: «La pertenencia a un orden —orden senatorial de los clarísimos, orden ecuestre de los perfectísimos— ha dejado de determinar su función... La distinción entre las dos órdenes queda abolida. Por lo tanto, la función determinará en lo sucesivo la clase a la que se pertenece». «La unificación, que exigiría un proceso de varios años, se realizó más bien por absorción del orden ecuestre en el senatorial... Esta unificación... la pudo hacer Constantino gracias a una política generosa de concesión del rango senatorial», ha puntualizado Luis Agustín García Moreno. Por otro lado, cuando Constantino creó un segundo Senado en la Nueva Roma, Constantinopla, se cuidó de que sus miembros tuvieran un rango inferior al del Senado de Roma.
Al contrario de lo que podría suponerse, Constantino no nombró preferentemente a cristianos para los cargos imperiales —una excepción la constituye Ablabio, prefecto del pretorio, que casó a su hija con el hijo del emperador, Constante—, aunque esto pudo deberse, según Manfred Clauss, a la falta de personal cristiano cualificado.

#### Legislación social
En la legislación social de Constantino, en contra de lo que podría esperarse, no se encuentran huellas del cristianismo, si por ello se entiende mostrar una actitud caritativa o aligerar las penas de los delitos. Se ha aducido como ejemplo de la influencia cristiana la supresión de la crucifixión, que, sin embargo, se siguió practicando, así como «la prohibición de marcar a fuego la cara a quienes habían sido condenados a ser pasto de las fieras en el circo o a las canteras; en lugar de ello eran marcados en brazos y piernas a partir de ese momento. Pero el propio emperador había permitido que los reyes francos fueran despedazados por animales salvajes en el circo y decretado el rigor de la muerte de los sacos, en la que al condenado se le metía vivo en un saco que después se cosía y se arrojaba al río», ha señalado Manfred Clauss.
Por su parte Averil Cameron ha destacado que «la legislación constantiniana sobre cuestiones sexuales se ve marcada por una severidad extrema y recurre a castigos bárbaros o arcanos». Las mujeres solo tenían derecho a divorciarse si sus maridos eran asesinos, adivinos o profanadores de tumbas, de lo contrario perdían la dote y podían ser relegada a una isla como condena —esta medida restrictiva del divorcio pudo deberse a la influencia cristiana—. «En su drástica regulación del concubinato y de los derechos de los hijos ilegítimos, así como la prohibición de las uniones entre mujeres nobles y personas de baja extracción, hay un claro interés moralizante y una concepción aristocrática de preservar las barreras entre los diversos grupos sociales», ha señalado Luis Agustín García Moreno.
Por otro lado, el castigo para una esclava que ayudara al secuestro de una muchacha para casarse era verter plomo molido por la garganta. Algo más benevolente se mostró al prohibir que los esclavos fueran marcados al rojo vivo en la nuca, porque también habían sido creados a imagen de Dios. Esa benevolencia también se puede comprobar en la «ley para la defensa de las viudas, de los huérfanos, de los prisioneros, que obtienen el derecho a poder ver el sol cada día». Aunque se trata de «medidas humanitarias sin gran alcance, que se esfuerzan en corregir los efectos sin atacar las causas», ha afirmado Roger Rémondon.
Una ley directamente relacionada con el cristianismo fue la supresión de las penas que desde César Augusto recaían sobre el celibato y así lo destacó el autor cristiano Eusebio de Cesarea. Averil Cameron comenta: esta medida «tuvo desde luego la importancia de permitir y alentar la elección cristiana de una forma de vida ascética, ya fuera individualmente o en comunidades monásticas».

### Reforma militar

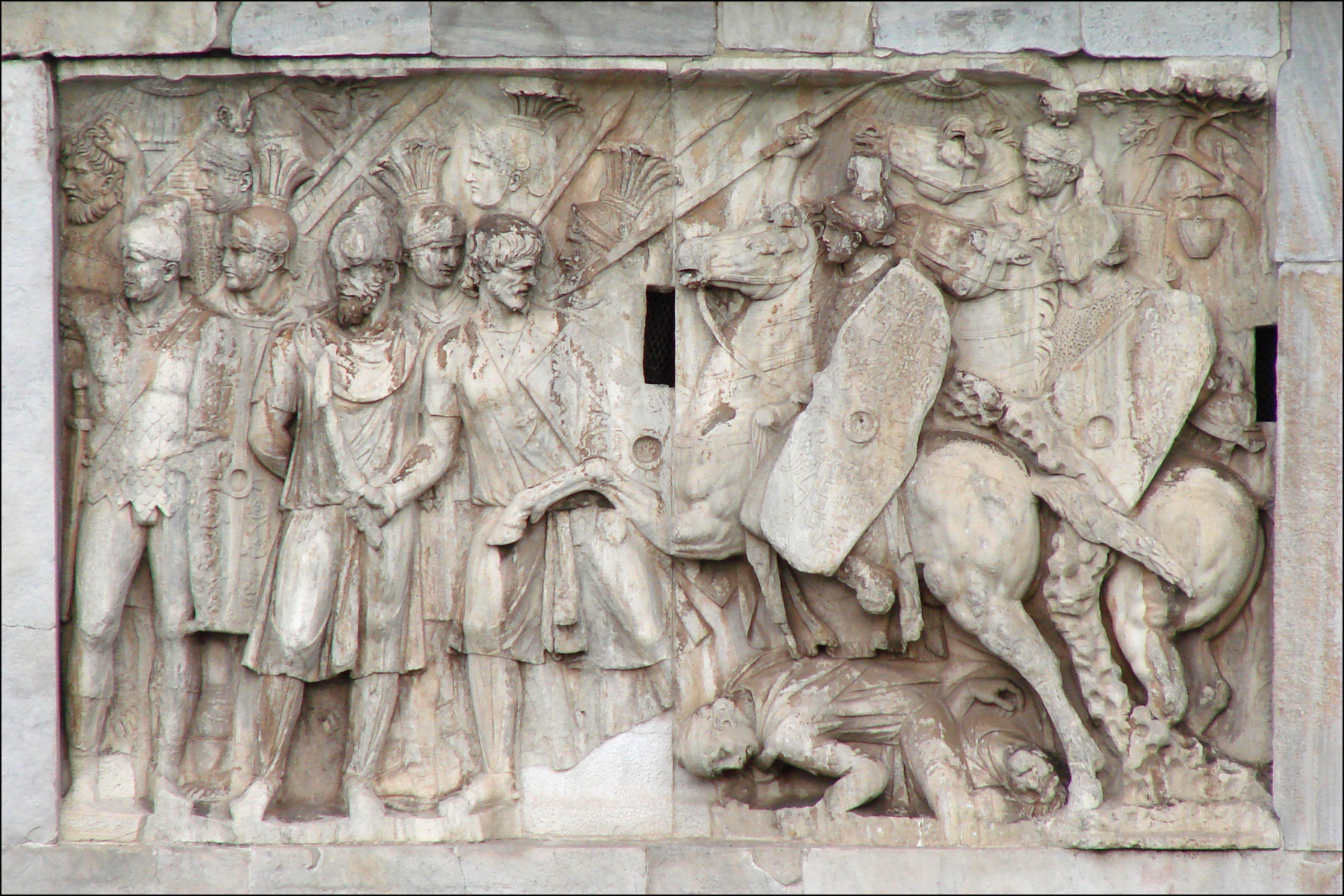
Relieve del Arco de Constantino procedente del arco de Trajano.

Constantino consolidó la reforma del Ejército iniciada por Diocleciano. Continuó con la reducción del número de soldados por legión hasta unos mil hombres, lo que facilitaría la rapidez de los desplazamientos, y mantuvo la diferenciación entre los «cuerpos legionarios» y los «cuerpos auxiliares» (las vexillationes de caballería quedaron bajo el mando del magister equitum y las cohortes de infantería del magister peditum).
El cambio más importante que introdujo Constantino en la organización militar del Imperio fue la creación de un nuevo ejército de maniobra (comitatenses) —ya esbozado por Galieno—, que por su adiestramiento y movilidad resultaba mucho más eficiente para taponar las posibles brechas en el limes, y que se sumó a los limitanei (o ripenses) desplegados en las fortificaciones situadas a lo largo de la frontera, y al que también incorporó tropas auxiliares «bárbaras», a las que permitió que se asentaran dentro del imperio como colonos agrícolas —se ha llegado a decir que Constantino «abrió el Imperio a los bárbaros»—. Los comitatenses, acuartelados en ciudades del interior, estaban integrados por unidades de infantería y caballería bajo el mando directo del emperador. Su número era inferior al de los limitanei en una proporción de 1:3. Otra innovación de Constantino fue la creación de una nueva guardia imperial, los scholae palatinae, en sustitución de los pretorianos. De estos últimos procedían los efectivos de los comitatenses junto con los soldados procedentes de destacamentos retirados de la frontera.
Por otro lado, desde su proclamación en York en 306 por el Ejército Constantino siempre contó con el apoyo incondicional de este, lo que, según Claire Sotinel, «se comprende perfectamente. Por una parte, los trataba bien; por otra, siempre vencía, signo indiscutible de su protección divina. Constantino confirmó o amplió los privilegios jurídicos de los soldados, en particular los privilegios fiscales para los veteranos; distribuyó donativa regularmente... Sobre todo, Constantino fue un emperador soldado, desde el inicio de su reinado. Los panegiristas le reprocharon a menudo involucrarse en los combates, poniendo en peligro su preciosa persona imperial. Sus victorias... lo presentaban ante sus hombres como un soldado sin parangón, en el que podían confiar. [...] La victoria le seguía fielmente, y los soldados seguían fielmente a su emperador».

### Reformas monetaria y fiscal

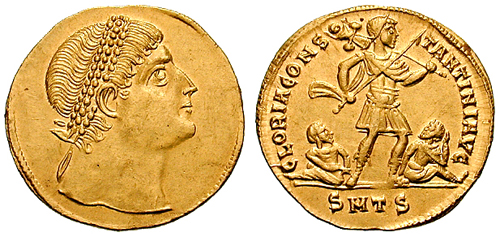
Moneda de un sólido y medio acuñada en Tesalónica en 627. En el anverso aparece el busto de Constantino con la diadema imperial mirando al cielo; en el reverso, un Constantino victorioso que somete a dos cautivos, con la inscripción: GLORIA CONSTANTINI AVG.

El mantenimiento del ejército, junto con las inversiones para la construcción de la «Nueva Roma» y las necesidades de la creciente burocracia y las del propio emperador y de su familia, supusieron un enorme crecimiento del gasto y del endeudamiento del tesoro imperial, que intentó paliarse con un aumento de los impuestos —y la creación de otros nuevos, como el impuesto sobre el patrimonio de los senadores y el impuesto del jubileo, que había que abonar en oro cada cinco años y en los diversos aniversarios del gobierno, que eran muy frecuentes—, pero esto agravó los problemas económicos que ya aquejaban al Imperio y que Constantino intentó solucionar con una reforma monetaria. Hizo acuñar una nueva moneda de oro, el sólido (solidus aureus), que se mantuvo constante en peso y ley y cuya estabilidad continuaría hasta bien entrado el Imperio bizantino. No obstante, según Averil Cameron, «esto no indica ninguna medida económica fundamentalmente nueva sino que tenía a disposición el oro necesario. Éste provenía en parte de los tesoros de los templos paganos, que fueron confiscados, según cuenta Eusebio, pero se derivaba también de las nuevas contribuciones en oro y plata impuestas a los senadores (el follis) y mercaderes (el chrysargyron, ‘impuesto de oro y plata’)».
Con esta reforma monetaria no se consiguió detener la inflación porque continuaron las emisiones de moneda devaluada —el nuevo miliarensis, acuñado desde 324, desplazó al argenteus de Diocleciano—. Como ha destacado José Manuel Roldán, «estas medidas monetarias tuvieron una fuerte repercusión en la sociedad. El solidus, nuevo patrón del sistema monetario, contribuyó a facilitar las operaciones comerciales, pero favoreció económicamente sólo a aquellos que lo poseían —grandes propietarios y comerciantes, altos funcionarios y jerarquía militar y eclesiástica—, mientras las clases humildes se vieron obligadas a soportar los inconvenientes de una moneda divisional cada vez más depreciada. De este modo, el abismo económico social entre ricos y pobres (honestiores y humiliores) se fue agrandando progresivamente». La misma valoración sostienen Juan José Sayas y Luis Agustín García Moreno.
Para asegurar el cobro de los impuestos y la prestación de trabajos públicos (munera) Constantino agravó aún más la política iniciada por Diocleciano de adscribir a la población urbana a corporaciones artesanales y colegios profesionales y a los colonos a los latifundios, mediante un rígido sistema de censo y empadronamiento que restringía notablemente su libertad de movimientos (por ejemplo, a los coloni que huyeran y fueran capturados los propietarios debían cargarlos con cadenas como si fueran esclavos: «El propietario en cuya casa se encuentre un colono que pertenezca a otro deberá devolverlo a su lugar de origen y pagar la capitación por todo el tiempo que lo haya retenido... En cuanto a los colonos que intenten huir, se les pondrán cadenas como a los esclavos», dice una ley de 332). Lo mismo hizo con los decuriones, que respondían con su propia fortuna del cobro de los impuestos en las ciudades y que para evitar el abandono del cargo este se hizo hereditario. Esto último dio lugar a una situación paradójica: como Constantino había decretado que el clero cristiano estaba exento de las obligaciones fiscales —«libres por completo de dedicarse a su propia ley [es decir, al cristianismo] en todo momento», ya que «al prestar así servicio a la divinidad, resulta evidente que harán una enorme aportación al bienestar de la comunidad»—, se vio obligado a legislar para controlar el gran número de personas que querían ordenarse para gozar de ese mismo privilegio. Así, solo se permitió la ordenación en caso de defunción de un clérigo o si se producía una vacante por otra razón. Y de forma expresa se prohibió en 320 que pudieran formar parte del clero cristiano las personas descendientes de funcionarios del consejo municipal o las que dispusieran de una fortuna que les hiciera aptas para desempeñar un cargo público. La prohibición se reiteró seis años después, prueba de que no se estaba cumpliendo.
Para impedir la evasión fiscal se prohibió viajar fuera de la provincia sin permiso de las autoridades. «El efecto inmediato de estas medidas fue que muchos grandes propietarios, hasta entonces residentes en las ciudades, se refugiaran en su villae rurales con el fin de escapar en lo posible a las crecientes exigencias estatales», ha señalado Gonzalo Bravo.
En conclusión, según José Manuel Roldán, «el Estado se configuró como una gigantesca burocracia, dominada por una vasta categoría de funcionarios al frente de la justicia, de la organización fiscal, de las estructuras políticas y militares, en suma, del conjunto del aparato estatal... Así quedó configurada la sociedad del Bajo Imperio. Una sociedad piramidal, en cuyo vértice se aupaban el emperador y las clases dirigentes —senadores, altos funcionarios y jerarquía eclesiástica— y cuya base descansaba sobre las masas populares, abrumadas por el peso de los tributos y la crisis económica». Roger Rémondon coincide: «La evolución política y religiosa del Imperio favorece la tendencia de la sociedad a jerarquizarse y a fijarse en castas, en cuyo interior los hombres están ligados hereditariamente a su condición y a menudo a su residencia». También Pilar Fernández Uriel.

## Fundación de Constantinopla

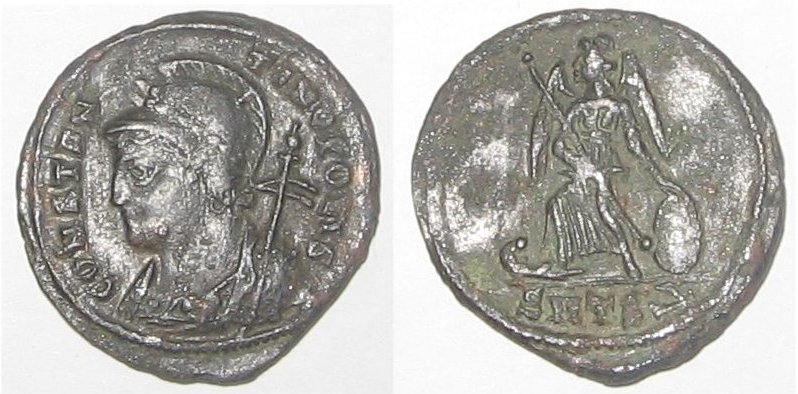
Acuñación de Constantino I para conmemorar la fundación de Constantinopla.

Para conmemorar su victoria sobre Licinio en la batalla de Crisópolis (324), lo que le convirtió en emperador único, Constantino fundó una ciudad nueva en el emplazamiento de la colonia griega de Bizancio —la fundación se realizó siguiendo el rito tradicional romano de la limitatio—. Llevaría su nombre, como otros emperadores antes que él habían hecho, y le concedió honores especiales como el título de Nueva Roma o un Senado propio, aunque sus miembros solo pudieron denominarse clari, en lugar del de clarissimi reservado a los senadores romanos. Fue consagrada a los dioses protectores el 11 de mayo de 330 mediante el rito de la dedicatio (una procesión en el Hipódromo asociaba al emperador a la Fortuna [Tychè], divinidad pagana guardiana de Roma) y desde entonces allí pasó Constantino la mayor parte de su tiempo hasta su muerte en el año 337. En ella fue enterrado. Como ha recordado Manfred Clauss, «lo cristiano y lo pagano recibieron en la nueva capital los mismos derechos. Al lado de los templos existían numerosas iglesias cristianas».

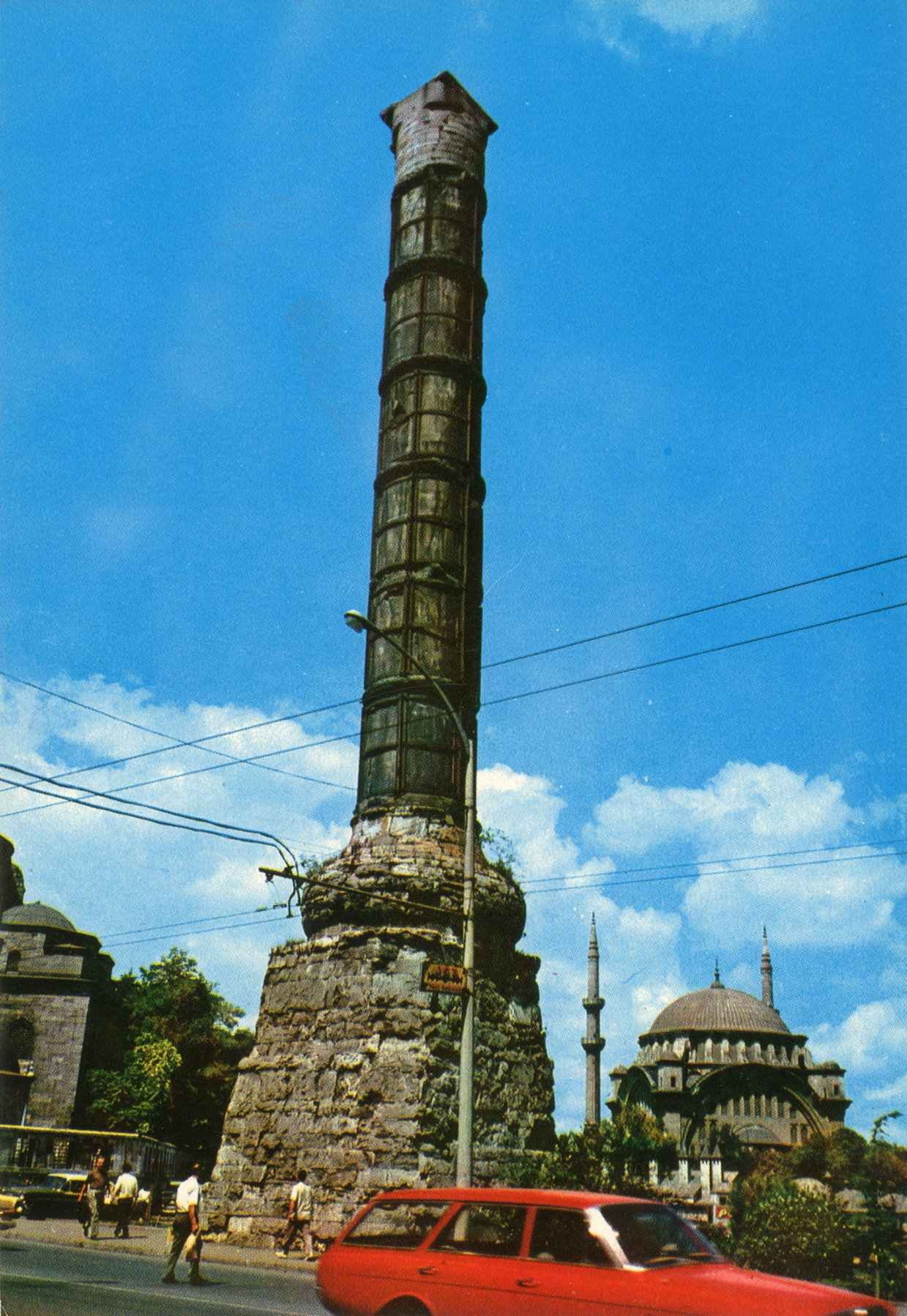
Columna de Constantino erigida en conmemoración de la fundación de Constantinopla. El material utilizado fue el porfirio, una dura piedra egipcia de color púrpura que desde los tiempos de los faraones estaba asociada con la realeza. Su aspecto ennegrecido actual se debe a un incendio de 1779. Se cree que la base de la columna contenía el palladium, imagen proveniente de Troya de Palas Atenea que fue llevada por el propio Constantino a Constantinopla desde Roma, donde había sido venerada en el Templo de Vesta. En la base también fueron depositadas varias reliquias cristianas. En lo alto se encontraba una estatua dorada de Apolo remodelada para que se pareciera a Constantino, hoy desaparecida. Dentro de la estatua se guardaba una astilla de la Vera Cruz.

Según Paul Veyne, parece demostrado que Constantino no pretendía crear una Segunda Roma cristiana opuesta a la Roma pagana, sino que «sencillamente quiso dotarse de una residencia a su gusto y fundar una ciudad. En aquellos tiempos, el Imperio estaba sembrado de residencias más o menos duraderas de distintos emperadores: Nicomedia, Tesalónica, Serdica, Sirmium, Tréveris, Milán…». Averil Cameron sostiene la misma tesis: «Suele afirmarse, aunque equivocadamente, que Constantino, al fundar Constantinopla, trataba de desplazar la capital a Oriente, y es cierto que posteriormente se convirtió en capital del Imperio bizantino. Pero, aunque mantuviera su prestigio, Roma ya había comenzado a ser reemplazada como residencia imperial por ciudades como Tréveris y Milán, y la fundación de Constantino, con su palacio y el hipódromo anejo, tenía la impronta de otra ciudad de la Tetrarquía como las demás. Hasta mucho después, en el curso del siglo IV, no comenzó a desarrollarse hasta llegar a ser la ciudad del medio millón de habitantes en que iba a convertirse en el siglo VI». En realidad su principal monumento cristiano en época de Constantino fue su propio mausoleo, junto al cual se levantaría la Iglesia de los Santos Apóstoles y Roma no se vio relegada, ya que los senadores romanos mantuvieron sus honores y siguieron desempeñando altos cargos.
Sin embargo, la tesis sustentada por Veyne y Cameron no es compartida por otros historiadores. José Manuel Roldán afirma que Constantino se propuso construir «una “nueva Roma” cristiana» frente a «una Roma predominantemente pagana, con un Senado en su mayoría anclado en las viejas creencias y poco dispuesto a secundar la política filocristiana del emperador... La ciudad engrandecida y embellecida con suntuosos edificios, sobre el modelo de Roma, emprendió una larga historia como capital de un Imperio cristiano». Roldán añade que también existieron «razones estratégicas y económicas» para situar allí la nueva capital. «Hacía mucho tiempo que Roma se encontraba en una posición excéntrica respecto a los problemas de defensa del Imperio y su importancia económica había decaído frente a la riqueza y el dinamismo de la zona oriental... La “nueva Roma” [estaba situada] en una extraordinaria posición estratégica, en el punto de encuentro entre Europa y Asia y entre el mar Negro y el Mediterráneo».
Juan José Sayas sostiene una posición similar a la de Roldán. «En la nueva cosmovisión de Constantino de los problemas del Imperio, nada desaconsejaba crear una “nueva Roma” cristiana en Bizancio. La ciudad ocupaba una posición ventajosa y estratégica en la ruta que unía todas las tierras fronterizas, dominaba el paso por los estrechos que comunicaban el Mediterráneo con el Mar Negro, y era puente de unión de Europa y Asia», mientras que Roma «era una ciudad predominantemente pagana [y] además tenía una posición excéntrica y alejada de las fronteras del Imperio». Luis Agustín García Moreno coincide con Roldán y con Sayas: «En la intención de su fundador, Constantinopla había de ser una nueva o segunda Roma, pero fundamentalmente cristiana... La vieja Roma había demostrado ser excéntrica y vulnerable a los ataques bárbaros... La vieja Bizancio ocupaba una posición excelente: próxima a fronteras fundamentales del Imperio y magníficamente comunicada por rutas terrestres y marítimas con los centros neurálgicos del Oriente: Asia Menor y Egipto».

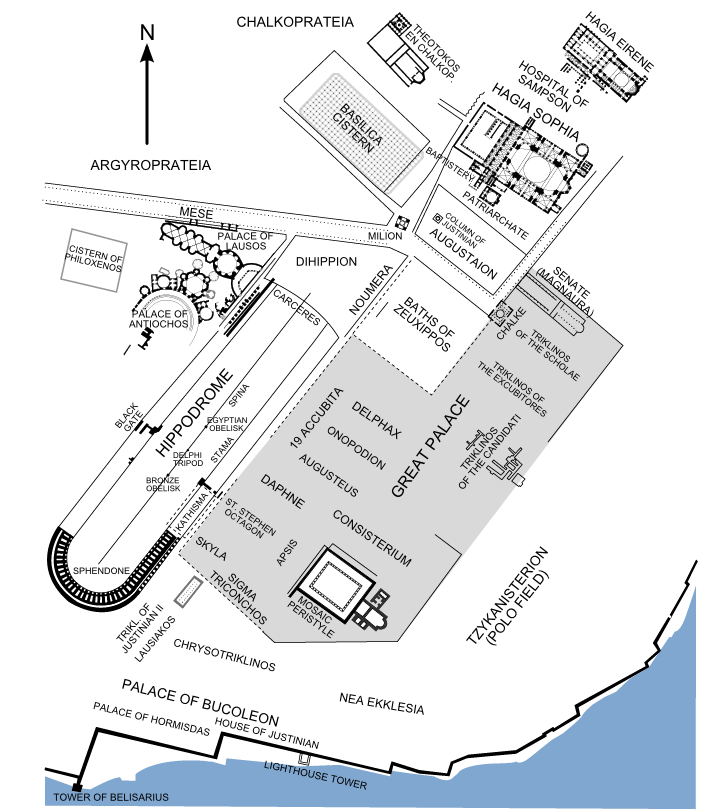
Reconstrucción ideal del distrito imperial de Constantinopla (siglo VI). Se observa el lugar donde se encontraba el Gran Palacio Imperial (en gris) y, junto a él, el Hipódromo (en negro, los restos que todavía existen). Al norte se encontraban los baños de Zeuxippos y la gran plaza del Augustaion, de donde partía la gran vía procesional (Mese) en cuyo inicio se hallaba el Milion. Muy cerca se encontraba el edificio del Senado. La columna de Constantino no aparece porque se encontraba en el Foro de Constantino situado más al oeste y al que se llegaba por la Mese.

Vincent Puech sostiene una tesis similar a la de Roldán, Sayas y García Moreno: «A esta ciudad pagana [Bizancio] quiso yuxtaponer una capital cristiana. Pero la nueva religión era todavía minoritaria en el imperio, las grandes persecuciones estaban recientes, y el primer emperador cristiano tuvo que seguir las tradiciones a la vez griegas y romanas. Fue así que la acrópolis de Bizancio fue enteramente preservada, y en particular el templo de Afrodita y el gran santuario cívico de Apolo... Y finalizó, al sur de la acrópolis, los baños de Zeuxippos, cuyo nombre se relaciona con el carro del Sol asimilado a Apolo». Puech concluye: «Eligiéndola como capital, Constantino, probablemente convertido al cristianismo desde 312, quería afirmar su poder en el antiguo territorio de su adversario, que había seguido siendo pagano».
Christopher Kelly subraya la intención deliberada de Constantino de que Constantinopla se asemejara a la vieja capital imperial, Roma. «El centro de la nueva ciudad de Constantino estaba dominado por el gran gran foro columnado. Una gran vía procesional, flanqueada con pórticos, discurría cuesta abajo de la colina hasta al mar, conectando el foro con un vasto complejo palaciego... Adyacente al Gran Palacio, Constantino amplió y reconstruyó casi completamente el Hipódromo —una de las pocas obras que sobrevivieron de la ciudad original de Bizancio— en una escala que podía compararse con el Circo Máximo en Roma. Junto al Hipódromo levantó el Milion en el que estaban grabadas las distancias desde Constantinopla a otras grandes ciudades del Imperio. De nuevo, el paralelismo con Roma es indudable. En el año 20 a.C. el emperador Augusto había colocado el Miliario de Oro (el milliarium aureum) en el Foro Romano para simbolizar la situación de la ciudad en el centro del mundo».
Por su parte Roger Rémondon sostiene que «dando al Imperio una segunda capital, políticamente casi igual a la antigua Roma, y fundándola en Oriente, Constantino da cuerpo a la distinción entre las dos partes del Imperio... Al fundar Constantinopla, Constantino ha preparado el nacimiento, a muy largo plazo, del Imperio bizantino y la supervivencia de la civilización greco-latina». Un punto de vista que comparten Pilar Fernández Uriel, Luis Agustín García Moreno y Manfred Clauss.

## Filicidio
En el año 326 Constantino hizo ejecutar a su hijo Crispo —por envenenamiento, una pena utilizada a menudo para los crímenes políticos— y poco después a su segunda esposa Fausta, encerrada en el caldarium, la sala más caliente de las termas, hasta que murió. Corrieron rumores sobre una presunta relación entre hijastro y madrastra que supuestamente podría haber sido la causa de la ira de Constantino; sin embargo, estos rumores sólo se encuentran documentados por los historiadores Zósimo a finales del siglo V y Juan Zonaras en el siglo XII y sus fuentes no han sido establecidas, además de que la credibilidad del relato de Zósimo está condicionada por la gran animadversión que sentía por el «impío» Constantino.
Mientras que los adversarios de Constantino entendieron estos hechos como la demostración de su carácter tiránico, Eusebio de Cesarea, gran panegirista de Constantino, los omitió y fuentes posteriores tienen dudas sobre sus causas. Los autores paganos mantendrán que Constantino se bautizó al final de su vida para ser perdonado de estos pecados. El emperador Juliano el Apóstata lo representa en sus Caesares satíricos dando vueltas en el cielo buscando un Dios que lo perdone. Por el contrario, los autores cristianos, como Sozomeno, se esforzarán en negar la conversión tardía de Constantino.
El historiador actual Luis Agustín García Moreno ha explicado así el acontecimiento:

Constantino parece haber mantenido un afecto inconstante y ambiguo para con su hijo mayor Crispo. Y en torno a mayo o junio del 326 éste fue envenenado por orden de su padre, acusado de contravenir las durísimas leyes morales sobre el adulterio y el concubinato recientemente promulgadas. Es posible que el drama familiar jugasen un papel central las intrigas de la madrastra de Crispo, Fausta, celosa por el provenir de sus propios hijos. Lo cierto es que la propia Fausta moría pocos meses después por un accidente, posiblemente provocado por orden del mismo emperdor, arrepentido y conocedor de la verdad por confesión de su madre Elena.

Por su parte, el también historiador actual Manfred Clauss ha explicado así el «drama que se vivió en la familia de Constantino» y «cuyas causas desconocemos»:

Constantino se encontraba camino de Roma, donde quería repetir los festejos de la conmemoración de sus veinte años de gobierno, cuando mandó arrestar por sorpresa a su hijo mayor, Crispo. Fausta, la esposa de Constantino, había hecho una acusación contra él, y el emperador ordenó que lo condujeran a Pola, en Istria, y allí mandó que lo envenenasen. Los motivos de las acusaciones que Fausta había alegado nos son desconocidos, pero sabemos que ella solo sobrevivió pocos días tras la muerte de su hijastro: Constantino ordenó que la ahogasen en un baño caliente. Contemporáneamente hubo una campaña de depuración entre otros familiares y numerosos amigos. Los cargos divulgados posteriormente contra Crispo fueron los amores prohibidos con su madrastra; lo que no se aclaró fue la causa por la que fueron eliminados también Fausta y un gran número de amigos influyentes de su círculo. [...] La eliminación por esta vía de tantas personalidades influyentes nos hace pensar más bien en un posible complot contra el emperador, o en algo similar y que Constantino tomase como tal... Constantino actuó, o más bien reaccionó, con su típica rapidez y dureza; de aquí en adelante la tranquilidad fue norma dentro de la familia.

## El legado de Constantino

### La consolidación y reunificación del Imperio

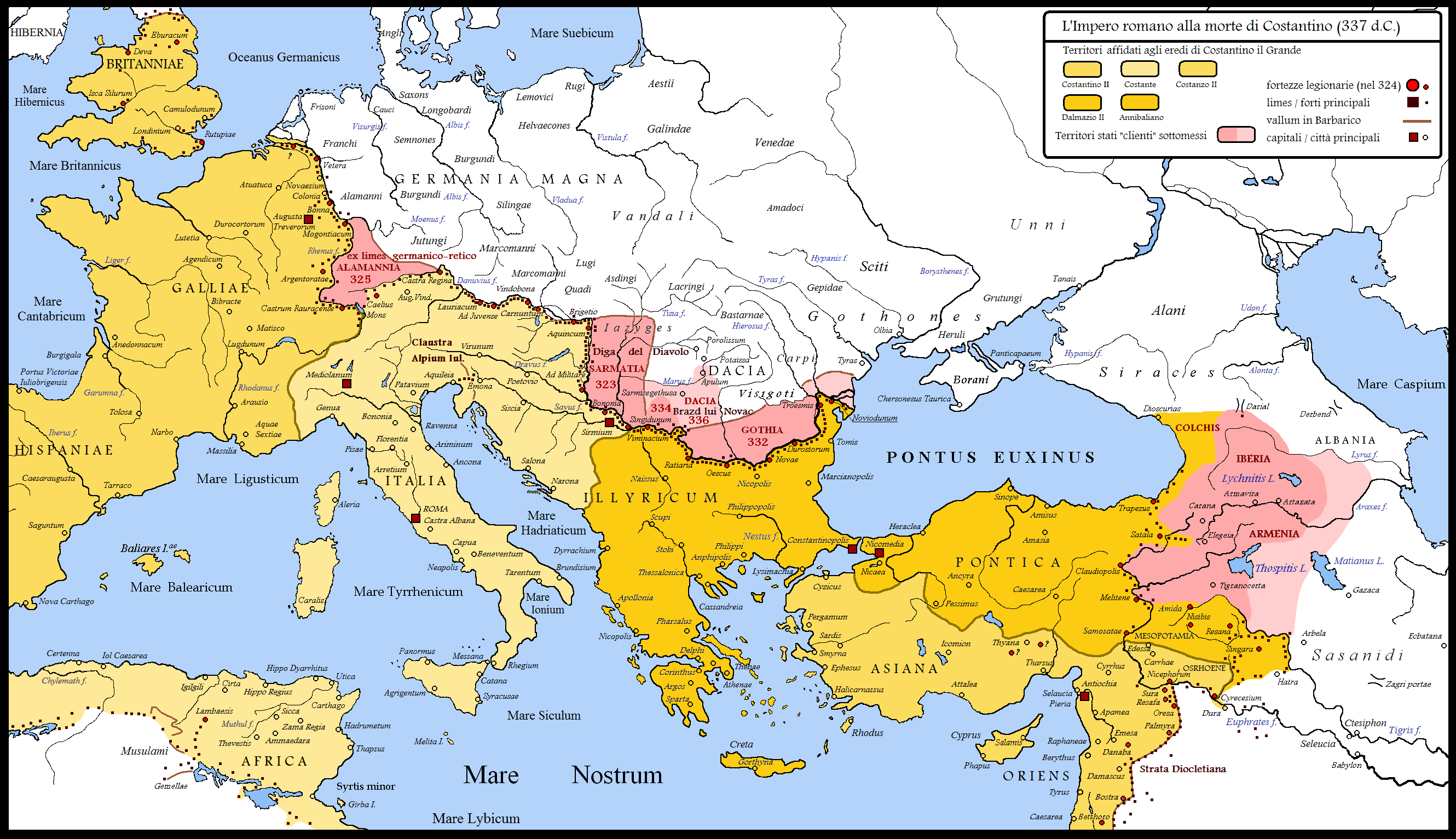
Mapa del Imperio al morir Constantino. En amarillo el territorio imperial y en rosado los territorios convertidos en vasallos.

Constantino tuvo que hacer frente a tres amenazas exteriores: en el Rin, en el Danubio y en la frontera oriental. En el Rin combatió a los francos y a los alamanes durante sus primeros años de reinado. Fue su hijo, el césar Crispo quien logró estabilizar esa parte del limes con una gran victoria en 320, que confirmó en 328 Constantino II, quien desde Tréveris lanzó campañas militares victoriosas contra los alamanes. A Tréveris, convertida en la capital de Occidente, acudió en 328 el propio Constantino para celebrar los triunfos junto a su hijo.
En cuanto al frente del Danubio, son poco conocidas las guerras que mantuvo Constantino contra godos y sármatas. En el año 334 quedaron completamente sometidos y Constantino les permitió a unos trescientos mil sármatas, así como a vándalos desplazados por los godos del Danubio, asentarse en tierras fronterizas para cultivarlas y defenderlas. Dos años antes los godos, derrotados por su hijo el césar Constantino II y con los que se había firmado un tratado, habían comenzado a establecerse en la antigua Dacia trajana —y a convertirse al cristianismo arriano—. Tras su campaña en el limes del Danubio que quedó asegurado Constantino se vanaglorió de haber llevado la verdad del cristianismo a los bárbaros.

Gracias a mi adoración al servicio de Dios, en todas partes reina la paz, y el nombre de Dios es venerado como debe serlo por los propios bárbaros, que ignoraban hasta ahora la verdad... Sí, hoy los propios bárbaros han conocido a Dios gracias a mí, verdadero servidor de Dios; han aprendido a temerlo, pues han experimentado en los hechos que Dios era en todos lados mi escudo y es sobre todo así como conocen a Dios y lo temen...

Por último, en el limes oriental tuvo que hacer frente al Imperio Sasánida. Tras su subida al trono, Sapor II había roto el periodo de paz impuesto por Diocleciano en 298 con el propósito de intentar recuperar territorios de Armenia y de Mesopotamia que los romanos habían arrebatado a los persas tras su victoria en 297, y en 334 había invadido el reino de Armenia, un reino cristiano desde 303 tras la conversión de su rey Tiridates III, y depuesto al rey Tiram, sucesor de Tiridates y aliado de los romanos. Constantino envió previamente a combatir a Sapor a su sobrino Anibaliano, al que nombró rex regum Ponticarum gentium (‘rey de reyes del pueblo del Ponto’), lo que constituía una provocación, ya que era el título que ostentaban los monarcas sasánidas. Tampoco fue un gesto amistoso la carta que le envió Constantino a Sapor exigiéndole que protegiera a los numerosos cristianos presentes en sus Estados. Pero cuando en la primavera de 337 preparaba una gran campaña militar contra Sapor Constantino enfermó y murió poco después, dejando el problema sin resolver.

### ¿El futuro del cristianismo asegurado?

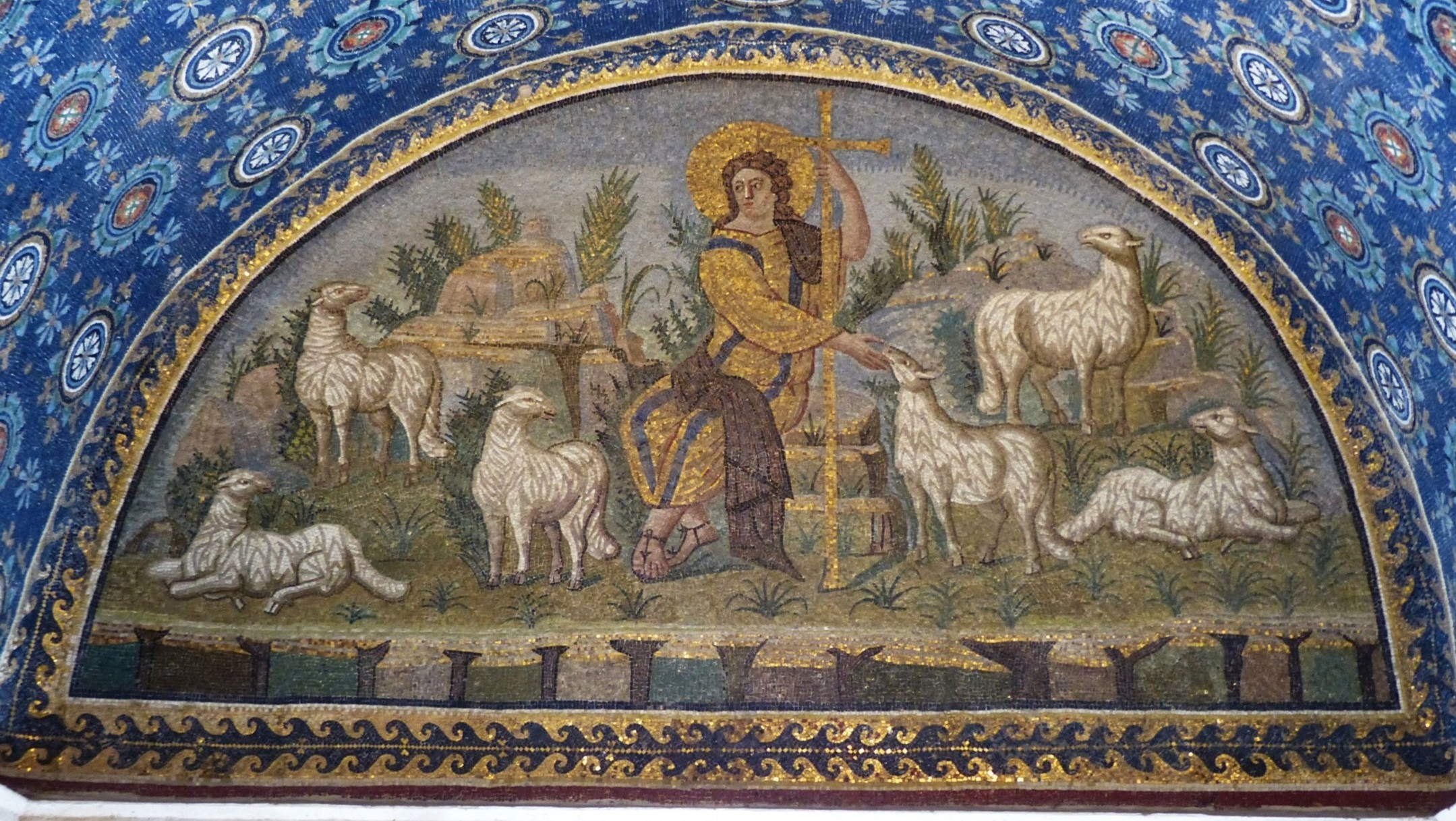
Mosaico del Buen Pastor en el Mausoleo de Gala Placidia (hacia 450). En el el cristianismo ya era la religión mayoritaria en el Imperio, pero, según Paul Veyne, tras la muerte de Constantino la perpetuación del cristianismo no estaba asegurada.

Según Paul Veyne, «la importancia de Constantino en la historia humana se revela gigantesca» en cuanto que «instaló la Iglesia en el Imperio» y «con ello facilitó que el cristianismo pudiera convertirse un día en una de las grandes religiones del mundo». Con Constantino «el trono romano se hizo cristiano y la Iglesia se convirtió en una potencia. Sin Constantino, el cristianismo habría seguido siendo una secta de vanguardia». Con Constantino nació lo que conocemos como la Cristiandad. David Potter sostiene la misma tesis: «El emperador romano Constantino cambió el mundo».
José Manuel Roldán coincide con Veyne y con Potter: la conversión de Constantino al cristianismo fue «el acontecimiento capital que iba a cambiar la faz del mundo antiguo». Y añade que Constantino «dio una nueva dimensión al Imperio, le proporcionó las estructuras que permitieron su existencia todavía durante siglo y medio en Occidente y aseguró su pervivencia en Oriente hasta el siglo XV».
Por su parte, Averil Cameron considera que el siglo IV fue «el siglo de Constantino, el primer emperador en abrazar y apoyar el cristianismo, fundador de Constantinopla, la ciudad que iba a convertirse en la capital del Imperio bizantino y que seguiría siéndolo hasta su toma por parte de los turcos otomanos en 1453». Su apoyo al cristianismo «cambió de forma fundamental la suerte de la Iglesia cristiana y bien puede ser responsable de su historia posterior como religión universal». «Que un emperador romano proclamara públicamente su creencia en el Dios cristiano marca uno de los grandes puntos de inflexión de la historia europea. Este es el legado más duradero de Constantino», ha afirmado Christopher Kelly.
Manfred Clauss advierte que «pocas personalidades de la Antigüedad han sido objeto de tanta controversia y discusión por parte de los investigadores modernos como Constantino (el Grande). Los juicios sobre este emperador van desde el indiferente religioso, “el calculador político que utiliza reflexivamente todas las fuerzas físicas y espirituales de que dispone con el único objeto de afirmar su poder” (J. Burckhardt), hasta el emperador “cuyo camino ha sido marcado por una singular revelación, una iluminación celestial...” llegando así a la conclusión de que entra en el Cristianismo “con la pasión del guerrero que se siente un siervo de Dios” (J.Vogt)».Según Paul Veyne, tras la muerte de Constantino la perpetuación del cristianismo no estaba asegurada. En 363, cuando se produce el cambio de dinastía, «nada estaba del todo decidido». Juliano el Apóstata «intentó dar al paganismo, reformado por él, la superioridad sobre el cristianismo. Juliano no era un espíritu quimérico, un soñador: el cristianismo podría ser solamente un paréntesis histórico que, abierto por Constantino en el año 312, estaba a punto de cerrarse para siempre. No se cerró porque a la muerte de Juliano, en 363, los líderes [militares] eligieron como emperador, tras varias fluctuaciones, a cristianos en lugar de a paganos. A Joviano, que murió pronto, y luego a Valentiniano… por mil razones en las que la religión apenas intervenía. […] Sigue siendo cierto que el paréntesis cristiano estuvo a punto de cerrarse en el año 364… [A un emperador pagano] le habría bastado con abstenerse, con levantar la prohibición de los sacrificios [decretada por Constancio II, sucesor de Constantino] y no apoyar económicamente a la Iglesia, mientras que los ambiciosos habrían dejado de convertirse. Entonces el cristianismo habría vuelto a caer al nivel de una secta lícita».
Juan María Laboa sostiene una tesis contraria a la de Veyne. Este sacerdote e historiador español afirma que «no respondería a los hechos históricos la consideración de que el cristianismo se impuso gracias al apoyo constantiniano. Por importante que fuese, la expansión cristiana era imparable, tal como lo demostró la contraofensiva fracasada de Juliano el Apóstata. [...] El paganismo fue diluyéndose por decrépito y los nuevos ritos orientales, que hubieran podido sustituirlo, no consiguieron la fuerza suficiente. Sólo el cristianismo manifestó la creatividad, la pasión, la suficiente entrega al ideal y a la universalidad, factores singularmente eficaces para su triunfo final».

### Las leyendas del bautismo por el papa Silvestre I y de la «Donación de Constantino»

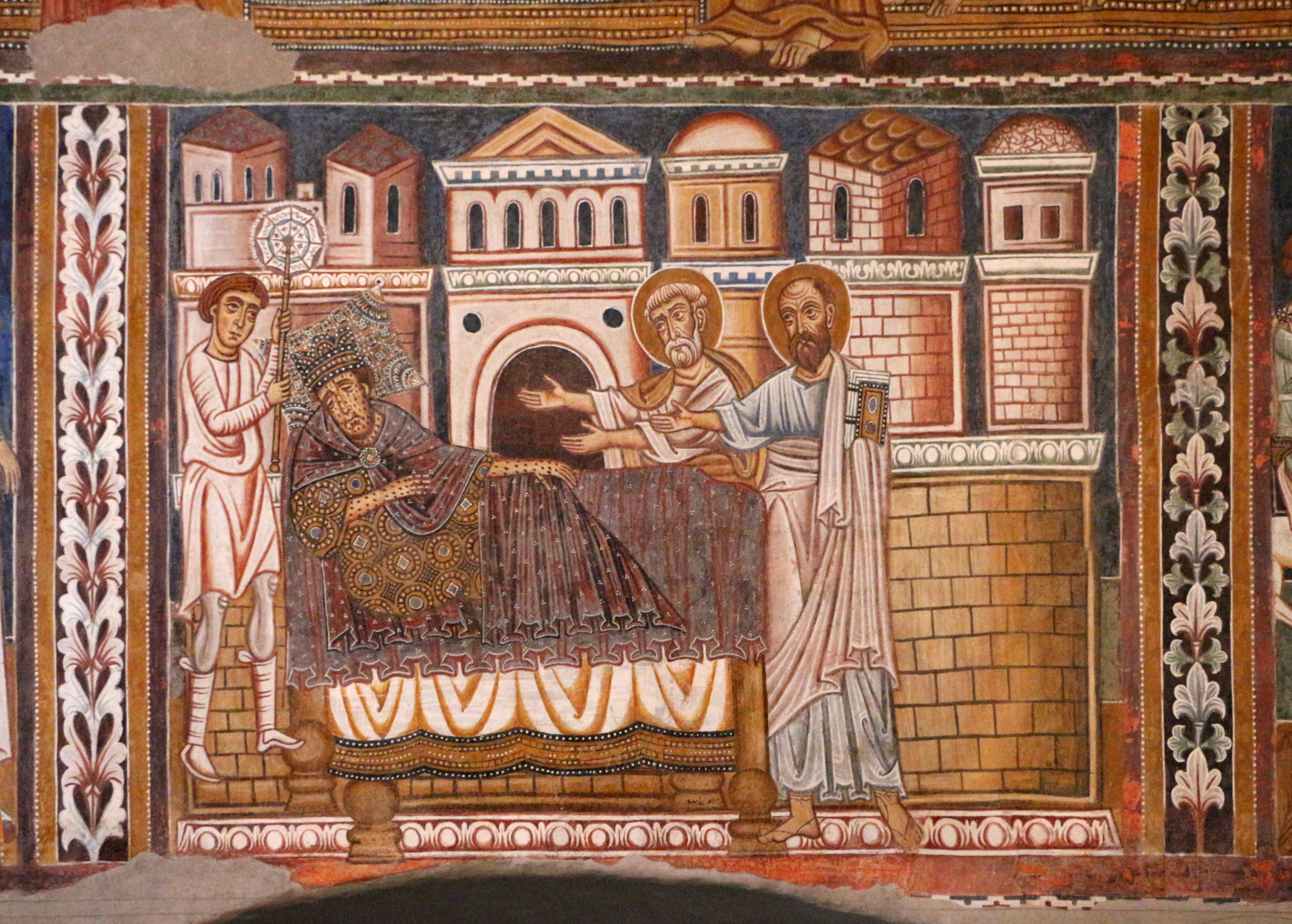
Fresco de la capilla de San Silvestre en la Basílica de los Cuatro Santos Coronados de Roma (ca. 1247) en el que se representa la aparición una noche de los apóstoles Pedro y Pablo anunciándole a Constantino que si se bautizaba se curaría de la enfermedad que padecía. Bautismo que administró a continuación el obispo de Roma Silvestre I, aunque en realidad quien lo bautizó fue el obispo arriano Eusebio de Nicomedia.

Se consideraba inapropiado que Constantino hubiese sido bautizado sólo en su lecho de muerte y por Eusebio de Nicomedia, un obispo arriano, por lo que probablemente esa fuera la razón por la que se inventara la leyenda de que había sido bautizado por el papa Silvestre I (314-335) y así aparece representado en el fresco de la Capilla de San Silvestre de la Basílica de los Cuatro Santos Coronados de Roma pintado en el siglo XIII. Esa fue la versión del bautismo de Constantino que prevaleció durante los siglos siguientes y durante toda la Edad Media. Incluía la aparición una noche de los apóstoles Pedro y Pablo anunciándole que podría curarse de la enfermedad que padecía gracias al bautismo.

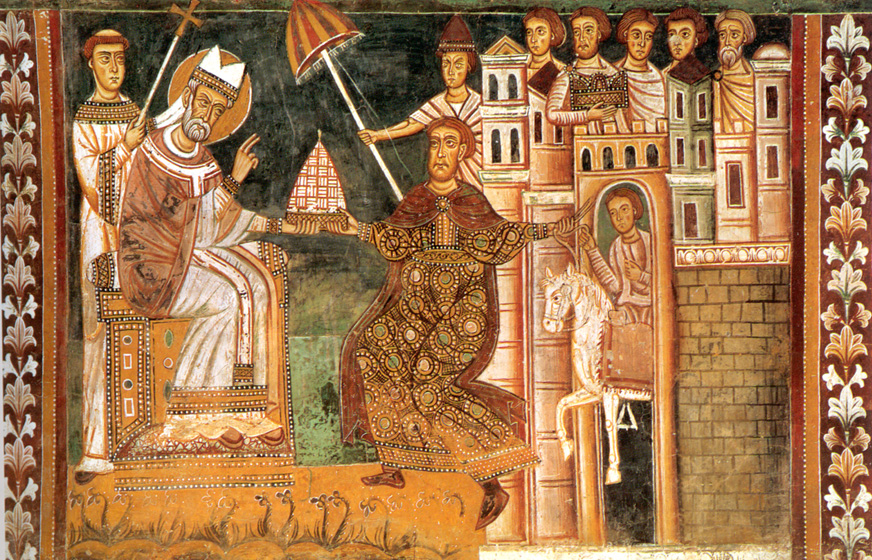
Fresco bizantino de la capilla de San Silvestre en la Basílica de los Cuatro Santos Coronados, Roma (ca. 1247). Representa la Donación de Constantino, un documento falso elaborado en el según el cual Constantino habría donado al papa Silvestre I (314-335) el gobierno de Roma y de la parte occidental del Imperio, tras marcharse a residir a Constantinopla. En el el humanista y filólogo Lorenzo Valla demostró que se trataba de una falsificación.

En el siglo VIII, probablemente durante el pontificado del papa Esteban II (752–757), aparece por primera vez un falso documento conocido como «Donación de Constantino», en el cual un recientemente convertido Constantino entrega el gobierno temporal sobre Roma, Italia y el occidente al papa. En la Alta Edad Media, este documento se usó para aceptar las bases del poder temporal del papa de Roma, aunque fue denunciado como apócrifo por el emperador Otón III, y mostrado como la raíz de la decadencia de los papas por el poeta Dante Alighieri. En el siglo XV el experto filólogo y humanista Lorenzo Valla demostró la falsedad del documento. «En un brillante tratado, Valla echa mano de argumentos históricos y de crítica textual para demostrar que los derechos que el Papado decía tener se basaban en realidad en un prolongado fraude. El texto de la “Donación” utilizaba un latín degradado que resultaba incompatible con la pretensión de que había sido redactado en tiempos de Constantino. En lo que hace a su argumentación histórica, Valla señalaba que no existía ningún testimonio escrito que hiciera referencia a las reacciones que había provocado la Donación. ¿Cuál había sido la reacción del papa? ¿Qué pasos había dado para dar acomodo a semejante presente? ¿Qué gobernadores había nombrado para administrar las provincias recién adquiridas?».